# Список ботаніків за скороченням
Скорочення прізвищ авторів ботанічних таксонів узгоджено з рекомендацією ICBN і з посібником «Authors of Plant Names» (Brummitt & Powell, 1992) Ці авторські скорочення можна шукати на сторінці Інтернаціональний індекс назв рослин (IPNI) [Архівовано 7 лютого 2006 у Wayback Machine.].
Відзначимо, що в деяких випадках «Автор скорочення» складається з повним прізвищем (напр. Adams), а в інших випадках прізвище не скорочене, але в супроводі одного або більше ініціал (напр. A.G.Jones). У цьому списку немає пробілу між ініціалами і прізвищем (або їхніх скорочень). Позначення «fl.» означає Floruit, тобто роки активності.
Див. також Категорія:Автори ботанічних таксонів, і Категорія:Ботаніки.

## A
- A.A.Eaton — Алва Оґастус Ітон (1865—1908)
- A.Ames — Аделін Амес (1879—1976)
- A.Arber — Агнес Робертсон Арбер (1879—1960)
- Aarons. — Аарон Ааронсон (1876—1919)
- Aase — Ганна Керолайн Аазе (1883—1980)
- A.Bassi — Агостіно Бассі (1773—1856)
- A.Baytop — Асуман Бейтоп (1920—2015)
- Abbayes[en] — Генрі дес Аббаєс[en] (1898—1974)
- Abbot — Джон Еббот (1751—бл. 1840)
- Abedin[es] — Султанул Абедін[es] (fl. 1986)
- A.Berger — Алвін Бергер (1871—1931)
- A.B.Jacks. — Альберт Брюс Джексон (1876—1947)
- A.B.Lau — Альфред Бернхард Лау (1928—2007)
- A.Blytt — Аксель Гудбранд Блітт (1843—1898)
- A.Br. — Аддісон Браун (1830—1913)
- A.Braun — Александр Браун (1805—1877)
- A.Camus — Еме Антуанетта Камю (1879—1965)
- Acerbi — Джузеппе Ачербі (1773—1846)
- Ach. — Ерік Ахаріус (1757—1819)
- A.Chev. — Огюст Жан Батист Шевальє (1873—1956)
- A.Cleve — Астрід Клеве (1875—19686)
- A.C.Sm. — Альберт Чарльз Сміт (1906—1999)
- Acuña[en] — Хуліан Акунья Галє[en] (1900—1973)
- A.Cunn. — Аллан Каннінгем (1791—1839)
- Adams — Адамс Михайло Іванович (1780—1838)
- Adans. — Мішель Адансон (1727—1806)
- A.DC. — Альфонс Декандоль (1806—1893)
- A.Dietr. — Альберт Готтфрід Дітріх (1795—1856)
- Aellen — Пауль Еллен (1896—1973)
- A.E.van Wyk — Абрахам Ерасмус ван Вік (нар. 1952)
- Afzel. — Адам Афцеліус (1750—1837)
- A.G.Floyd — Александр Флойд (1926-2022)
- A.Gibson — Александр Гібсон (1800—1867)
- A.G.Jones — Альмут Ґіттер Джонс (1923-2013)
- A.G.Mill. — Ентоні Міллер (нар. 1951)
- A.Gray — Ейса Грей (1810—1888)
- A.Ham. — Артур Гамільтон (fl. 1832)
- A.Hässl.(інші мови) — Arne Hässler(інші мови) (1904—1952)
- A.Heller — Амос Артур Геллер (1867—1944)
- A.Henry — Августин Генрі (1857—1930)
- A.H.Gentry — Олвін Говард Джентрі (1945—1993)
- A.H.Holmgren — Артур Герман Гольмгрен (1912-1992)
- Ahmadjian[en] — Вернон Ахмаджян[en] (1930-2012)
- Airy Shaw — Герберт Кеннет Ейрі Шоу (1902—1985)
- Aiton — Вільям Айтон (1731—1793)
- A.J.Eames — Артур Джонсон Імс (1881—1969)
- A.J.Hill — Альберт Джозеф Гілл (нар. 1940)
- A.Juss. — Адрієн Анрі Лоран де Жюссьє (1797—1853)
- A.Kern. — Антон Кернер (1831—1898)
- Akhani[de] — Хоссейн Ахані[de] (нар. 1965)
- A.K.Skvortsov[ru] — Скворцов Олексій Костянтинович[ru] (1920-2008)
- Alb.[en] — Йоганнес Баптіста фон Альбертіні[en] (1769—1831)
- Albov — Альбов Микола Михайлович (1866—1897)
- Al.Brongn.(інші мови) — Александр Броньяр (1770—1847)
- Alef. — Фрідріх Алєфельд (1820—1872)
- Alexander(інші мови) — Едвард Джонстон Александер(інші мови) (1901—1985)
- All. — Карло Алліоні (1728—1804)
- Allemão(інші мови) — Francisco Freire Allemão e Cysneiro (1797—1874)
- Allred(інші мови) — Келлі Олред(інші мови) (нар. 1949)
- Á.Löve — Аскелл Льове (1916—1994)
- Alph.Wood — Альфонсо Вуд (1810—1881)
- Alpino — Просперо Альпіні (1553—1617)
- Al-Shehbaz(інші мови) — Іхсан Аль-Шехбаз(інші мови) (нар. 1939)
- A.L.Sm. — Енні Лоррейн Сміт (1854—1937)
- Alstr. — Клас Альстремер (1736—1794)
- Altam.(інші мови) — Фернандо Альтамірано(інші мови) (1848—1908)
- Altschul — Сірі фон Рейс (1931—2021)
- Ames — Оукс Еймс (1874—1950)
- Amman — Йоганн Амман (1707—1741)
- A.M.Sm. — Енні Моррілл Сміт (1856—1946)
- Andersson — Нільс Юган Андерссон (1821—1880)
- Andr. — Габор Андреанський (1895—1967)
- André — Едуард Андре (1840—1911)
- Andrews — Генрі Кренк Ендрюс (1794—1830)
- Andronov(інші мови) — Андронов Микола Матвійович(інші мови) (fl. 1955)
- Andrz. — Анджейовський Антон Лукіянович (1785—1868)
- Ångstr. — Юган Ангстрем (1813—1879)
- Ant.Juss. — Антуан де Жюссьє (1686—1758)
- Ant.Molina(інші мови) — José Antonio Molina Rosito (нар. 1926)
- Antoine — Франц Антуан (1815—1886)
- Arcang.(інші мови) — Джованні Арканджелі(інші мови) (1840—1921)
- A.R.Clapham — Артур Рой Клепем (1904—1990)
- Ard. — П'єтро Ардуїно (1728—1805)
- A.Rich. — Ашіль Рішар (1794—1852)
- Aresch.(інші мови) — Johan Erhard Areschoug (1811—1887)
- A.R.Martin — Антон Роландссон Мартін (1729—1785)
- Arn. — Джордж Арнотт Вокер-Арнотт (1799—1868)
- Arnell — Гемпус Вільгельм Арнелл (1848—1932)
- A.Robyns(інші мови) — Andre Georges Marie Walter Albert Robyns(інші мови) (1935—2003)
- Arráb.(інші мови) — D. Francisco Antonio de Arrábida(інші мови) (1771—1850)
- Arruda(інші мови) — Manoel Arruda da Cámara (1752—1810)
- Arthur — Джозеф Чарлз Артур (1850—1942)
- Art.Mey. — Артур Меєр (1850—1922)
- Artsikh. — Арциховський Володимир Мартинович (1876—1931)
- Asch. — Пауль Фрідріх Август Ашерсон (1834—1913)
- A.Schimp. — Андреас Франц Вільгельм Шимпер (1856—1901)
- A.S.George — Алекс Джордж (нар. 1939)
- Ashe — Вільям Віллард Аш (1872—1932)
- A.Sinclair — Ендрю Сінклер (1796—1861)
- A.Soriano(інші мови) — Альберто Соріано(інші мови) (1920—1998)
- A.Stahl — Агустін Шталь (1842—1917)
- A.St.-Hil. — Огюстен Сент-Ілер (1799—1853)
- A.Thouars(інші мови) — Abel Aubert Dupetit Thouars (1793—1864)
- Aubl.(інші мови) — Jean Baptiste Christophore Fusée Aublet (1720—1778)
- Aubriet — Клод Обріє (1651—1742)
- Aucher(інші мови) — Pierre Martin Rémi Aucher-Éloy (1792—1838)
- Audib.(інші мови) — Urbain Audibert (1791—1846)
- Austin(інші мови) — Coe Finch Austin (1831—1880)
- A.V.Duthie — Августа Вера Дуті (1881—1963)
- Avé-Lall.(інші мови) — Julius Léopold Eduard Avé-Lallemant (1803—1867)
- A.W.Hill — Артур Вільям Гілл (1875—1941)
- A.W.Howitt(інші мови) — Alfred William Howitt (1830—1908)
- A.W.Russell — Анна Расселл (1807—1876)
- Axelrod — Деніел Айзек Аксельрод (1910—1998)

## B
- Bab. — Чарлз Кардейл Бабінгтон (1808—1895)
- Backeb. — Курт Бакеберг (1894—1966)
- Baill. — Анрі Ернест Байон (1827—1895)
- Baker — Джон Гілберт Бейкер (1834—1920)
- Baker f. — Едмунд Гілберт Бейкер (1864—1949)
- Bakh.[en] — Reinier Cornelis Bakhuizen van den Brink[en] (1881—1945)
- Bakh.f.[en] — Reinier Cornelis Bakhuizen van den Brink, Jr.[en] (1911—1987)
- Balb.(інші мови) — Gioanni Battista Balbis (1765—1831)
- Baldwin(інші мови) — Вільям Болдвін[en] (1779—1819)
- Balf. — Джон Гаттон Балфур (1808—1884)
- Balf.f. — Ісаак Бейлі Балфур (1853—1922)
- Ball — Джон Болл (1818—1889)
- Bals.-Criv.(інші мови) — Giuseppe Gabriel Balsamo-Crivelli (1800—1874)
- Banks — Джозеф Бенкс (1743—1820)
- Barb.Rodr. — Жуан Барбоза Родрігес (1842—1909)
- Bard.-Vauc.(інші мови) — Martine Bardot-Vaucoulon(інші мови) (нар. 1948)
- Barkworth(інші мови) — Mary Barkworth(інші мови) (нар. 1941)
- Barneby — Руперт Чарлз Барнебі (1911—2000)
- Barnhart — Джон Гендлі Барнгарт (1871—1949)
- Barr — Пітер Барр (1826—1909)
- Barratt(інші мови) — Joseph Barratt(інші мови) (1796—1882)
- Barroso(інші мови) — Liberato Joaquim Barroso(інші мови) (1900—1949)
- Bartal.(інші мови) — Biagio Bartalini (1746—1822)
- Bartl. — Фрідріх Готтліб Бартлінг (1798—1875)
- Bartlett — Гарлі Гарріс Бартлетт[en] (1886—1960)
- Barton — Бенджамін Сміт Бартон[en] (1766—1815)
- Bartram(інші мови) — John Bartram (1699—1777)
- Bates(інші мови) — John Mallory Bates(інші мови) (1846—1930)
- Batsch — Август Бач (1761—1802)
- Batt. — Жюль Еме Баттандьє (1848—1922)
- Baumg.(інші мови) — Johann Christian Gottlob Baumgarten (1765—1843)
- B.Boivin(інші мови) — Joseph Robert Bernard Boivin(інші мови) (1916—1985)
- B.D.Jacks. — Бенджамін Дейдон Джексон (1846—1927)
- Beadle — Чонсі Делос Бідл (1856—1950)
- Beal — Вільям Джеймс Біл (1833—1924)
- Bean — Вільям Джексон Бін (1863—1947)
- Bebb(інші мови) — Michael Schuck Bebb (1833—1895)
- Becc. — Одоардо Беккарі (1843—1920)
- Beck — Гюнтер Бек фон Маннагетта унд Лерхенау (1856—1931)
- Becker(інші мови) — Johannes Becker(інші мови) (1769—1833)
- Bedd. — Річард Генрі Беддоум (1830—1911)
- Beeli — Моріс Білі (1879—1957)
- Beentje(інші мови) — Henk Jaap Beentje (нар. 1951)
- Beetle(інші мови) — Alan Ackerman Beetle (1913—2003)
- Bég.(інші мови) — Augusto Béguinot(інші мови) (1875—1940)
- Beij. — Мартінус Віллем Беєрінк (1851—1931)
- Beissn. — Людвіґ Байсснер (1843—1927)
- Beitel(інші мови) — Joseph M. Beitel(інші мови) (1952—1991)
- Bellair(інші мови) — Georges Adolphe Bellair(інші мови) (1860—1939)
- Bellardi(інші мови) — Carlo Antonio Lodovico(інші мови) (1741—1826)
- Belosersky(інші мови) — R. N. Belosersky(інші мови) (fl. 1966)
- Benj.(інші мови) — Людвіг Бенджамін (1825—1848)
- Benn. — Джон Джозеф Беннетт (1801—1876)
- Benth. — Джордж Бентам (1800—1884)
- Bentley(інші мови) — Robert Bentley (1821—1893)
- Bercht. — Фрідріх фон Берхтольд (1781—1876)
- Berg — Ернст фон Берг (нім. Ernst von Berg) (1782—1855)
- Berger(інші мови) — Ernst Friedrich Berger(інші мови) (1814—1853)
- Bergey(інші мови) — Девід Гедрікс Бергі (1860—1937)
- Berggr. — Свен Берггрен (1837—1917)
- Berk. — Майлз Джозеф Берклі (1803—1889)
- Berkhout — Крістін Марі Беркгаут (1893—1932)
- Bernh.(інші мови) — Johann Jacob Bernhardi (1774—1850)
- Berthel.(інші мови) — Sabin Berthelot (1794—1880)
- Bertol. — Антоніо Бертолоні (1775—1869)
- Besser — Вілібальд Бессер (1784—1842)
- Bessey — Чарлз Едвін Бессі (1845—1915)
- Bews(інші мови) — John William Bews(інші мови) (1884—1938)
- Beyr.(інші мови) — Heinrich Karl Beyrich (1796—1834)
- B.F.Holmgren — Бйорн Фрітьофсон Гольмґрен (1872—1946)
- B.G.Schub. — Берніс Гідуз Шуберт (1913—2000)
- Biehler(інші мови) — Johann Friedrich Theodor Biehler(інші мови) (нар. приблизно 1785, дата смерті невідома)
- Bigelow — Джейкоб Біґелов (1787—1879)
- Billb. — Густав Юхан Біллберг (1772—1844)
- Binn. — Simon Binnendijk (1821—1883)
- Biv.(інші мови) — Antonius de Bivoni-Bernardi (1774—1837)
- B.Juss. — Бернар де Жюссьє (1699—1777)
- Blackw. — Елізабет Блеквел (1707—1758)
- Blake — Джозеф Блейк (1814—1888)
- Blakelock — Ралф Ентоні Блейклок (1915—1963)
- Blanch.(інші мови) — William Henry Blanchard(інші мови) (1850—1922)
- Blanco — Франциско Мануель Бланко (1778—1845)
- Blasdell(інші мови) — Robert Ferris Blasdell(інші мови) (1929—1996)
- B.L.Rob. — Бенджамін Лінкольн Робінсон (1864—1935)
- B.L.Turner(інші мови) — Billie Lee Turner (1925—2020)
- Bluff — Матіас Йозеф Блуфф (1805—1837)
- Blume — Карл Людвіґ Блюме (1796—1862)
- Blytt. — Маттіас Нумсен Блітт (1789—1862)
- B.Nord. — Бертіль Нурденстам (нар. 1936)
- Böcher(інші мови) — Tyge W. Böcher (1909—1983)
- Boeck(інші мови) — Johann Otto Boeckeler (1803—1899)
- Boed. — Фрідріх Бедекер (1867—1937)
- Boehm.(інші мови) — Georg Rudolf Boehmer (1723—1803)
- Boerh. — Герман Бургаве (1668—1738)
- Boiko  — Бойко Михайло Федосійович (нар. 1942)
- Boiss. — П'єр Едмон Буасьє (1810—1885)
- Boiteau(інші мови) — Pierre L. Boiteau(інші мови) (1911—1980)
- Bolle — Карл Болле (1821—1909)
- Bolton — Джеймс Болтон (1735—1799)
- Bolus — Гаррі Болус (1834—1911)
- Bon(інші мови) — Марсель Бон[en] (1925—2014)
- Bondar — Бондар Григорій Григорович (1881—1959)
- Bong. — Густав Генріх фон Бонгард (1786—1839)
- Bonpl. — Еме́ Жак Алекса́ндр Бонпла́н (1773—1858)
- Boom(інші мови) — Boudewijn Karel Boom(інші мови) (1903—1980)
- Boott — Френсіс Бутт (1792—1863)
- Bor(інші мови) — Норман Бор[en] (1893—1972)
- Borbás — Вінце Борбаш (1844—1905)
- Boreau — Александр Боро (1803—1875)
- Borhidi — Аттіла Боргіді (нар. 1932)
- Boriss. — Борисова Антоніна Георгіївна (1903—1970)
- Borkh. — Моріц Балтазар Боркхаузен (1760—1806)
- Börner(інші мови) — Carl Julius Bernhard Börner (1880—1953)
- Bornet — Жан-Батист Едуард Борне (1828—1911)
- Bornm. — Йозеф Борнмюллер (1862—1948)
- Boros — Адам Борош (1900—1973)
- Borrer — Вільям Боррер (1781—1862)
- Borsch — Томас Борш (нар. 1969)
- Borss.Waalk.(інші мови) — Jan van Borssum Waalkes(інші мови) (1922—1985)
- Bory(інші мови) — Jean Baptiste Bory de Saint-Vincent (1780—1846)
- Borzí(інші мови) — Antonino Borzí (1852—1921)
- Bos — Ян Юст Бос (1939—2003)
- Bosc — Louis Augustin Guillaume Bosc (1759—1828)
- Boucher(інші мови) — Jules Armand Guillaume Boucher de Crèvecœur(інші мови) (1757—1844)
- Bower — Фредерік Орпен Бовер (1855—1948)
- Boud.(інші мови) — Jean Louis Émile Boudier (1828—1920)
- Boulger(інші мови) — George Edward Simmonds Boulger (1853—1922)
- Brack.(інші мови) — Вільям Брекенрідж[en] (1810—1893)
- Brainerd(інші мови) — Ezra Brainerd (1844—1924)
- Brand(інші мови) — Август Бранд[en] (1863—1930)
- Brandão(інші мови) — Mitzi Brandão(інші мови) (fl. 1990)
- Brandegee(інші мови) — Townshend Stith Brandegee (1843—1925)
- Brandenburg(інші мови) — D. M. Brandenburg(інші мови) (fl. 1991)
- Brandis(інші мови) — Dietrich Brandis (1824—1907)
- Branner(інші мови) — John C. Branner (fl. 1888)
- B.R.Arrill. — Бланка Рене Аррільяга (1917—2011)
- Braun-Blanq. — Жозіас Браун-Бланке (1884—1980)
- Bravo — Елія Браво-Ольїс (1901—2001)
- Breda(інші мови) — Якоб ван Бреда[en] (1788—1867)
- Bremek. — Корнеліс Еліза Бертус Бремекамп (1888—1984)
- Brenan — Джон Патрік Міклтвейт Бренен (1917—1985)
- Brenckle(інші мови) — Jacob Frederic Brenckle(інші мови) (1875—1958)
- Brenner(інші мови) — Мартін Магнус Вільгельм Бреннер[ru] (1843—1930)
- Bright(інші мови) — Джон Брайт(інші мови) (1872—1952)
- Briq.(інші мови) — John Isaac Briquet (1870—1931)
- Britten(інші мови) — Джеймс Бріттен (1846—1924)
- Britton — Натаніель Лорд Бріттон (1859—1934)
- Bromhead(інші мови) — Edward Ffrench Bromhead (1789—1855)
- Brongn. — Адольф Теодор Броньяр (1801—1876)
- Brooker(інші мови) — Ian Brooker (1934—2016)
- Brooks(інші мови) — Cecil Joslin Brooks (1875—1953)
- Broome — Кристофер Едмунд Брум (1812—1886)
- Brot.(інші мови) — Felix de Silva Avellar Brotero(інші мови) (1744—1828)
- Brouillet — Люк Брує[en] (нар. 1954)
- Brouss. — П'єр Марі Огюст Бруссоне (1761—1807)
- Browicz — Казімеж Бровіч (1925—2009)
- Bruce — Джеймс Брюс (1730—1794)
- Bruch — Філіпп Брух (1781—1847)
- Brugmans — Себальд Юстінус Брюгманс (1763—1819)
- Bruijn(інші мови) — Ary Johannes De Bruijn(інші мови) (1811—1896)
- Brummitt(інші мови) — Richard Kenneth Brummitt(інші мови) (нар. 1937)
- Brunet — Луї-Овід Брюне (1826—1876)
- Brunfels — Отто Брунфельс (1488—1534)
- Bruyns(інші мови) — Peter Vincent Bruyns(інші мови) (нар. 1957)
- Bubani(інші мови) — П'єтро Бубані[ru] (1806—1888)
- Buchenau — Франц Георг Філіпп Бухенау (1831—1906)
- Buch.-Ham. — Френсіс Б'юкенен-Гамільтон (1762—1829)
- Buckland — Вільям Бакленд (1784—1856)
- Buckley — Семюел Ботсфорд Баклі[en] (1809—1884)
- Buddle(інші мови) — Adam Buddle (1662—1715)
- Bull. — Жан Батист Франсуа П'єр Бюяр (1742—1793)
- Bullock(інші мови) — Артур Оллмен Буллок[ru] (1906—1980)
- Bunge — Олександр Андрійович Бунге (1803—1890)
- Burb. — Фредерік Вільям Томас Бербідж (1847—1905)
- Burbank — Лютер Бербанк (1849—1926)
- Burch. — Вільям Джон Берчелл (1781—1863)
- Burdet(інші мови) — Hervé Maurice Burdet(інші мови) (нар. 1939)
- Bureau — Луї Едуар Бюро (1830—1918)
- Burgess(інші мови) — Henry W. Burgess(інші мови) (fl. 1827—1833)
- Burm. — Йоганнес Бурман (1707—1779)
- Burm.f. — Ніколас Лауренс Бурман (1734—1793)
- Burnat — Еміль Бюрне (1828—1920)
- Burnett — Гілберт Томас Бернетт (1800—1835)
- Burret — Макс Буррет(інші мови) (1883—1964)
- Burrill — Томас Джонатан Баррілл (1839—1916)
- Bury — Присцилла Сьюзен Бері (1799—1872)
- Bush — Бенджамін Франклін Буш (1858—1937)
- Buxb. — Франц Буксбаум (1900—1979)

## C
- Cabrera(інші мови) — Анхель Луліо Кабрера[en] (1908—1999)
- C.Abel(інші мови) — Clarke Abel (1789—1826)
- C.A.Clark(інші мови) — Carolyn A. Clark(інші мови) (fl. 1979)
- C.Agardh — Карл Адольф Агард (1785—1859)
- C.A.Gardner — Чарлз Остін Гарднер (1896—1970)
- Cajander — Аймо Каяндер (1879—1943)
- Calder(інші мови) — James Alexander Calder(інші мови) (1915—1990)
- Caley(інші мови) — George Caley (1770—1829)
- Calzada(інші мови) — Juan Ismael Calzada (fl. 1997)
- Cambage(інші мови) — Richard Hind Cambage (1859—1928)
- Cambess.(інші мови) — Jacques Cambessèdes (1799—1863)
- C.A.Mey. — Карл Антонович фон Меєр (1795—1855)
- Camp(інші мови) — Wendell Holmes Camp(інші мови) (1904—1963)
- Campb. — Дуглас Гоутон Кемпбелл (1859—1953)
- Canby(інші мови) — William Marriott Canby(інші мови) (1831—1904)
- Capuron — Рене Поль Ремон Капюрон (1921—1971)
- Cárdenas(інші мови) — Мартін Карденас[en] (1899—1973)
- Caro(інші мови) — José Aristide Caro(інші мови) (1919—1985)
- Carrière — Елі-Абель Карр'єр (1818—1896)
- Carruth.(інші мови) — William Carruthers (1830—1922)
- Carver — Джордж Вашингтон Карвер (1864—1943)
- Casar.(інші мови) — Giovanni Casaretto(інші мови) (1812—1879)
- C.A.Sm.(інші мови) — Christo Albertyn Smith (1898—1956)
- Casp. — Johann Xaver Robert (1818—1887)
- Cass. — Александр Анрі Габріель де Кассіні (1781—1832)
- Cav. — Антоніо Хосе Каванільєс (1745—1804)
- Cavara(інші мови) — Fridiano Cavara(інші мови) (1857—1929)
- C.Bab.(інші мови) — Churchill Babington (1821—1889)
- C.Bauhin — Каспар Баугін (1560—1624)
- C.B.Clarke — Чарлз Берон Кларк (1832—1906)
- C.B.Rob.(інші мови) — Charles Budd Robinson (1871—1913)
- C.C.Berg — Корнеліс Крістіан Берґ (1934-2012)
- C.C.Gmel. — Карл Крістіан Ґмелін (1762—1837)
- C.Chr. — Карл Фредерік Альберт Крістенсен (1872—1942)
- C.Clark(інші мови) — James Curtis Clark(інші мови) (нар. 1951)
- C.Commelijn — Каспар Коммелін (1668—1731)
- C.DC. — Анн Казимир Пірам Декандоль (1836—1918)
- C.E.Hubb. — Чарлз Едвард Габбард (1900—1980)
- Čelak.(інші мови) — Ladislav Josef Čelakovský (1834—1902)
- C.Elliott — Шарлотта Елліотт (1883—1974)
- Celsius — Улоф Цельсій (1670—1756)
- Cerv.(інші мови) — Vicente de Cervantes (1755—1829)
- Ces.(інші мови) — Vincenzo de Cesati (1806—1883)
- Cesalpino(інші мови) — Andrea Cesalpino (1519—1603)
- C.F.Gaertn. — Карл Фрідріх фон Гертнер (1772—1850)
- C.F.Reed(інші мови) — Clyde Franklin Reed(інші мови) (1918—1999)
- Chaix — Домінік Ше[fr] (1730—1799)
- Cham. — Адельберт фон Шаміссо (1781—1838)
- Chapm. — Алван Вентворт Чапмен (1809—1899)
- Chase — Мері Егнес Чейз (1869—1963)
- Châtel.(інші мови) — Jean Jacques Châtelain(інші мови) (1736—1822)
- Chatin — Гаспар Адольф Шатен (1813—1901)
- Chaub. — Луї Атанас Шобард (1781—1854)
- Cheeseman — Томас Фредерік Чізмен (1846—1923)
- Chenault(інші мови) — Léon Chenault (1853—1930)
- C.H.Hasse — Клара Генрієт Гассе (1880—1926)
- Chiov. — Еміліо Кьовенда (1871—1941)
- Chodat — Робер Іпполит Шода (1865—1934)
- Choisy — Жак Дені Шуазі (1799—1859)
- Chopinet(інші мови) — R.G. Chopinet(інші мови) (1914-1975)
- Christ — Герман Кріст[en] (1833—1933)
- Christian — Гарольд Бейзіл Крістіан[en] (1871—1950)
- Christoph.(інші мови) — Erling Christophersen (нар. 1898)
- Chrtek(інші мови) — Jindřich Chrtek(інші мови) (нар. 1930)
- Cienk. — Лев Семенович Ценковський (1822—1987)
- C.Juss. — Крістоф де Жюссьє (1685—1758)
- C.K.Schneid. — Камілло Карл Шнайдер (1876—1951)
- Clairv. — Joseph Philippe de Clairville (1742—1830)
- Claus — Карл-Ернст Клаус (1796—1894)
- C.L.Hitchc. — Чарлз Лео Гічкок (1902—1986)
- Clus. — Карл Клузіус (1526—1609)
- Clute — Віллард Нельсон Клют (1869—1950)
- C.L.Woodw.(інші мови) — Catherine L. Woodward(інші мови) (fl. 2007)
- C.Mohr(інші мови) — Charles Theodore Mohr (1824—1901)
- C.Moore — Чарльз Мур (1820—1905)
- C.Morren — Шарль Франсуа Антуан Моррен (1807—1858)
- C.Nelson(інші мови) — Cirilo Nelson (1938-2020)
- C.N.Forbes(інші мови) — Charles Noyes Forbes (1883—1920)
- Cockerell(інші мови) — Теодор Дрю Елісон Кокерелл[en] (1866—1948)
- Cogn.(інші мови) — Alfred Cogniaux (1841—1916)
- Cohn — Фердінанд Юліус Кон (1828—1898)
- Colebr.(інші мови) — Henry Thomas Colebrooke (1765—1837)
- Colla — Луїджі Алоїзій Колла (1766—1848)
- Collad. — Луї Теодор Фредерік Колладон (1792—1862)
- Collett(інші мови) — Henry Collett (1836—1901)
- Collinson — Пітер Коллінсон (1694—1768)
- Comm. — Філібер Коммерсон (1727—1773)
- Conrad — Соломон Вайт Конрад[es] (1779—1831)
- Conran(інші мови) — John Godfrey Conran(інші мови) (нар. 1960)
- Constance(інші мови) — Lincoln Constance (1909—2001)
- Cooke — Мордехай К'юбітт Кук[en] (1825—1914)
- Cookson(інші мови) — Isabel Clifton Cookson (1893—1973)
- Cooperr.(інші мови) — Tom Smith Cooperrider(інші мови) (нар. 1927)
- Corner — Едред Джон Генрі Корнер (1906—1996)
- Correll — Донован Стюарт Коррелл (1908—1983)
- Cortesi(інші мови) — Fabrizio Cortesi (1879—1949)
- Core — Ерл Лемлі Кор[en] (1902—1984)
- Cory — Victor Louis Cory(інші мови) (1880—1964)
- Coss. — Ернест Сен-Шарль Коссон (1819—1889)
- Cotton(інші мови) — Arthur Disbrowe Cotton (1879—1962)
- Coult. — Томас Култер (1793—1843)
- Courtec.(інші мови) — Régis Courtecuisse(інші мови) (нар. 1956)
- Coville — Фредерік Вернон Ковілл (1867—1937)
- Cowley — Елізабет Джилл Каулі (нар. 1940)
- C.Presl — Карел Борівой Пресл (1794—1852)
- C.P.Sm.(інші мови) — Charles Piper Smith (1877—1955)
- Cranfill(інші мови) — Raimond Cranfill(інші мови) (fl. 1981)
- Craib — Вільям Грант Крейб (1882—1933)
- Crantz — Генріх Йоганн Непомук фон Кранц (1722—1799)
- C.R.Ball(інші мови) — Carleton Roy Ball (1873—1958)
- Crép. — Франсуа Крепен (1830—1903)
- Crins(інші мови) — William J. Crins(інші мови) (нар. 1955)
- C.Rivière(інші мови) — Charles Marie Rivière(інші мови) (нар. 1845, дата смерті невідома)
- Croizat(інші мови) — Léon Camille Marius Croizat (1894—1982)
- Cronquist — Артур Кронквіст (1919—1992)
- C.R.Parks(інші мови) — Clifford R. Parks(інші мови) (fl. 1963)
- Crundw.(інші мови) — Alan Crundwell (1923—2000)
- C.Tul. — Шарль Тюлан (1816—1884)
- C.T.White — Сиріл Тенісон Вайт (1890—1950)
- Cufod.(інші мови) — Georg Cufodontis(інші мови) (1896—1974)
- Curtis — Вільям Кертіс (1746—1799)
- C.V.Morton — Конрад Вернон Мортон (1905—1972)
- C.Wright — Чарлз Райт (1811—1885)
- C.Y.Wang(інші мови) — Chang Yong Wang(інші мови)
- Czern. — Черняєв Василь Матвійович (1796—1871)

## D
- Dahl — Андерс Даль (1751—1789)
- Dahlst. — Густав Адольф Гуго Дальстедт (1856—1934)
- Dallim. — Вільям Даллімор (1871—1959)
- Dalzell — Ніколь Александер Делзель[en] (1817—1877)
- Dalziel — Джон Мак'юен Діел (1872—1948)
- Dams(інші мови) — Еріх Демс(інші мови)
- Dandy — Джеймс Едгар Денді (1903—1976)
- Darl. — Вільям Дарлінгтон (1782—1863)
- D.Arora — Девід Арора (англ. David Arora) (нар. 1957)
- Darbysh.(інші мови) — S.J.Darbyshire (нар. 1953)
- Darwin — Чарлз Дарвін (1809—1882)
- D.A.Sutton(інші мови) — David A. Sutton (нар. 1952)
- Daubs(інші мови) — Edwin Horace Daubs (fl. 1965)
- Daveau — Жюль Александр Даву (1852—1929)
- Davenp.(інші мови) — Джордж Едвард Девенпорт (1833—1907)
- Davey — Фредерік Гамільтон Девей[en] (1868—1915)
- David — Арман Давид (1826—1900)
- D.A. Reid — Дерек Рід (1927—2006)
- D.Bruce — Девід Брюс (1855—1931)
- DC. — Огюстен Пірам Декандоль (1778—1841)
- D.C.Eaton — Даніел Кейді Ітон (1834—1895)
- D.Dietr.(інші мови) — Девід Натаніель Дітріх (1799—1888)
- D.D.Keck — Девід Деніелс Кек (1903—1995)
- D.Don — Девід Дон (1799—1841)
- de Bary — Генріх Антон де Барі (1831—1888)
- Decne. — Жозеф Декен (1807—1882)
- D.Edwards — Даян Едвардс (нар.1942)
- Degen — Арпад Деґен (1866—1934)
- Delahouss.(інші мови) — A. James Delahoussaye(інші мови) (fl. 1967)
- Delavay(інші мови) — Pierre Jean Marie Delavay (1834—1895)
- Deless.(інші мови) — Jules Paul Benjamin Delessert (1773—1847)
- Delile — Алір Раффено Деліль (1778—1850)
- Denis — Марсель Деніс(інші мови) (1897—1929)
- De Puydt(інші мови) — Paul Émile de Puydt (1810—1891)
- Desf. — Рене Луїш Дефонтен (1750—1833)
- De Smet(інші мови) — Луї де Смет(інші мови) (1813—1887)
- Desr. — Луї Огюст Жозеф Деруссо (1753—1838)
- Desv. — Нікез Огюстен Дево (1784—1856)
- De Vis — Чарльз Волтер Де Віс (1829—1915)
- de Vos(інші мови) — Cornelis de Vos(інші мови) (1806—1895)
- de Vries — Гуго де Фріз (1848—1935)
- de Vriese — Віллем Гендрік де Фріз (1806—1862)
- de Wet(інші мови) — Johannes Martenis Jacob de Wet(інші мови) (нар. 1927)
- Dewey — Честер Дьюї (1784—1867)
- De Wild. — Еміль Огюст Жозеф де Вільдеман (1866—1947)
- D.Fairchild — Девід Фейрчайлд (1869—1954)
- D.H.Scott — Дюкенфілд Генрі Скотт (1854—1934)
- Dicks. — Джеймс Діксон (1738—1822)
- Didukh — Дідух Яків Петрович (1948)
- Dieck — Георг Дік (1847—1925)
- Diels(інші мови) — Людвіг Ділс(інші мови) (1874—1945)
- Dill.(інші мови) — Джон Якоб Ділленіус(інші мови) (1684—1747)
- Dippel(інші мови) — Леопольд Діппель(інші мови) (1827—1914)
- D.L.Jones — Девід Ллойд Джонс (нар. 1944)
- D.Löve — Доріс Бента Марія Льове (1918—2000)
- Dobrocz. — Доброчаєва Дарія Микитівна (1916—1995)
- Dode(інші мови) — Louis-Albert Dode(інші мови) (1875—1943)
- Dodoens — Ремберт Додунс (1517—1585)
- Döll — Йоганн Кристоф Дьоль (1808—1885)
- Domin — Карел Домін (1882—1953)
- Domke(інші мови) — Фрідріх Вальтер Домке(інші мови) (1899—1988)
- Donn — Джеймс Донн (1758—1813)
- Donn.Sm. — Джон Доннелл Сміт (1829—1928)
- Door. — Симон Ґотфрід Алберт Дооренбос (1891—1980)
- Dorr(інші мови) — Laurence J. Dorr(інші мови) (нар. 1953)
- Dörrien — Катаріна Гелена Доррієн (1717—1795)
- Douglas — Девід Дуглас (1798—1834)
- Doweld(інші мови) — Alexander Borissovitch Doweld(інші мови) (нар. 1973)
- Dowell(інші мови) — Філіпп Довелл(інші мови) (1864—1936)
- Drake — Еммануель Дрейк дель Кастільйо (1855—1904)
- Drège(інші мови) — Johann Franz Drège (1794—1881)
- Dressler — Роберт Льюїс Дресслер (нар. 1927)
- D.Royen — Давід ван Роєн (1727—1799)
- Druce — Джордж Клеридж Дрюс (1850—1932)
- Drude — Оскар Друде (1852—1933)
- Dryand. — Юнас Карлссон Драяндер (1748—1810)
- D.Thomas(інші мови) — Девід Томас(інші мови) (1776—1859)
- Duby — Жан Етьєн Дюбі (1798—1885)
- Duchesne — Антуан Ніколя Дюшен (1747—1827)
- Ducke(інші мови) — Adolpho Ducke (1876—1959)
- Dufr.(інші мови) — Pierre Dufresne(інші мови) (1786—1836)
- Duggar(інші мови) — Benjamin Minge Duggar (1872—1956)
- Dulac(інші мови) — Joseph Dulac(інші мови) (1827—1897)
- Dum.Cours. — Жорж Луї Марі Дюмон де Курсе (1746—1824)
- Dümmer — Річард Арнольд Даммер (1887—1922)
- Dumort. — Бартелемі Шарль Жозеф Дюмортьє (1797—1878)
- Dunal(інші мови) — Michel Felix Dunal (1789—1856)
- Dunn — Стівен Тройт Данн (1868—1938)
- Dupuy(інші мови) — Домінік Дюпюї[en] (1812—1885)
- Durand — Елі Маглуар Дюран (1794—1873)
- Durazz. — Антоніо Дураззіні (fl. 1772)
- Durieu — Мішель Шарль Дюрьє де Мезоннев (1796—1878)
- Du Roi — Йоган Філіп Дю Руа (1741—1785)
- d'Urv. — Жуль Дюмон-Дюрвіль (1790—1842)
- Dusén — Пер Карл Ялмар Дусен (1855—1926)
- Duss(інші мови) — Antoine Duss (1840—1924)
- Dyal(інші мови) — Sarah Creecie Dyal(інші мови) (1907-1993)
- Dyer — Вільям Тернер Тізелтон-Даєр (1843—1928)

## E
- E.A.Bruce — Ейлін Аделаїда Брюс (1905—1955)
- E.A.Durand(інші мови) — Ernest Armand Durand(інші мови) (1872—1910)
- E.A.Mennega(інші мови) — Erik Albert Mennega(інші мови) (1923—1998)
- Eames(інші мови) — Edwin Hubert Eames(інші мови) (1865—1948)
- Earle — Франклін Самнер Ерл (1856—1929)
- E.A.Sánchez(інші мови) — Evangelina A. Sánchez(інші мови) (нар. 1934)
- Eastw. — Еліс Іствуд (1859—1953)
- Eaton — Амос Ітон (1776—1842)
- E.B.Alexeev(інші мови) — E. B. Alexeev (1946—1976)
- Eb.Fisch.(інші мови) — Eberhard Fischer (нар. 1969)
- Ebinger — Джон Едвін Ебінґер (нар. 1933)
- E.B.Knox(інші мови) — Eric B. Knox (fl. 1993)
- E.Britton — Елізабет Гертруда Бріттон (1858—1934)
- Eckl. — Христіан Фредерік Еклон (1795—1868)
- E.C.Nelson(інші мови) — Ernest Charles Nelson (нар. 1951)
- E.Dahl — Ейліф Даль (1916—1993)
- Eddy(інші мови) — Caspar Wistar Eddy(інші мови) (1790—1828)
- Edgew. — Майкл Пейкенем Еджворт (1812—1881)
- Edwards — Сиденем Едвардс (1768—1819)
- E.Fourn. — Ежен П'єр Ніколя Фурньє (1824—1884)
- E.F.Anderson — Едвард Фредерік Андерсон (1932—2001)
- E.F.Sm. — Ервін Фрінк Сміт (1854—1927)
- E.G.Andrews — E. G. Andrews (fl. 1993)
- E.G.Camus — Едмон Гюстав Камю (1852—1915)
- E.G.Clem. — Едіт Клементс (1874—1971)
- Eggl. — Віллард Вебстер Еґґлстон (1863—1935)
- Egli — Бернгард Еґлі (fl. 1990)
- E.Hitchc. — Едвард Гічкок (1793—1864)
- Ehrenb. — Крістіан Ґоттфрід Ернберг (1795—1876)
- Ehrend.(інші мови) — Friedrich Ehrendorfer(інші мови) (1708—1770)
- Ehret — Георг Діонісіус Ерет (нар. 1927)
- Ehrh. — Якоб Фрідріх Ергарт (1742—1795)
- Eichler — Август Вільгельм Ейхлер (1839—1887)
- Eichw. — Ейхвальд Едуард Іванович (1795—1876)
- Eig — Александр Ейґ (1894—1938)
- E.J.Butler(інші мови) — Edwin John Butler (1874—1943)
- E.J.Palmer(інші мови) — Ernest Jesse Palmer(інші мови) (1875—1962)
- E.K.Cash — Едіт Кетрін Кеш (1890—1992)
- Ekman — Ерік Леонард Екман (1883—1931)
- E.L.Braun(інші мови) — Emma Lucy Braun (1889—1971)
- Elliott — Стівен Елліотт (1771—1830)
- Elwes — Генрі Джон Елвіс (1846—1922)
- E.Mey. — Ернст Генріх Фрідріх Маєр (1791—1858)
- E.M.McClint. — Елізабет Мей МакКлінток (1912-2004)
- E.Morren — Шарль Жак Едуард Моррен (1833—1886)
- Emory — Вільям Гемслі Еморі (1811—1887)
- Endl. — Штефан Ладіслаус Ендліхер (1804—1849)
- Engel — Франц Енґель (fl. 1865)
- Engelm. — Джордж Енгельманн (1809—1884)
- Engl. — Адольф Енглер (1844—1930)
- E.P.Bicknell — Юджин Пінтард Бікнелл (1859—1925)
- Epling — Карл Клоусон Еплінг (1894—1968)
- E.P.Perrier(інші мови) — Eugène Pierre Perrier de la Bâthie(інші мови) (1825—1916)
- E.Pritz. — Ернст Георг Прітцель (1875—1948)
- Erdman(інші мови) — Kimball Stewart Erdman(інші мови) (нар. 1937)
- Erdtman — Гуннар Ердтман (1897—1973)
- Ernst — Адольф Ернст (1832—1899)
- E.S.Anderson(інші мови) — Edgar Shannon Anderson (1897—1969)
- E.S.Burgess — Едвард Сендфорд Берджес (1855—1928)
- E.Salisb. — Едвард Джеймс Солсбері (1886—1978)
- Eschsch. — Йоганн Фрідріх фон Ешшольц (1793—1831)
- E.Sheld.(інші мови) — Edmund Perry Sheldon(інші мови) (1869—1947)
- E.Small(інші мови) — Ernest Small(інші мови) (нар. 1940)
- E.S.Steele(інші мови) — Edward Strieby Steele(інші мови) (1850—1942)
- Ettingsh. — Константин фон Еттінґсгаузен (1826—1897)
- Etl. — Андреас Ернст Етлінґер (fl. 1777)
- Ewart(інші мови) — Alfred James Ewart (1872—1937)
- E.W.Berry — Едвард Вілбер Беррі (1875—1945)
- E.Willm. — Еллен Вілмотт (1858—1934)

## F
- F.A.Barkley — Фред Александр Барклі (1908—1989)
- Fabr.(інші мови) — Philipp Conrad Fabricius(інші мови) (1714—1774)
- Falc. — Г'ю Фальконер (1808—1865)
- Falk — Йоганн Петер Фальк (1732—1774)
- F.Allam.(інші мови) — Frédéric-Louis Allamand (1735—1803)
- Farl. — Вільям Гілсон Фарлоу (1844—1919)
- Farrer — Реджинальд Фаррер (1880—1920)
- Farw.(інші мови) — Oliver Atkins Farwell(інші мови) (1867—1944)
- Fassett(інші мови) — Norman Carter Fassett(інші мови) (1900—1954)
- Faxon — Чарлз Едвард Факсон (1846—1918)
- Fawc. — Вільям Фосетт (1851—1926)
- Fée — Антуан Лоран Аполлінер Фе (1789—1874)
- F.E.Lloyd(інші мови) — Francis Ernst Lloyd (1868—1947)
- Fenzl — Едуард Фенцль (1808—1879)
- Fernald — Меррітт Ліндон Ферналд (1873—1950)
- Fern.-Vill.(інші мови) — Celestino Fernández-Villar(інші мови) (1838—1907)
- Ferris — Роксана Стінчфілд Ферріс (1895—1978)
- Ferry(інші мови) — René Joseph Justin Ferry(інші мови) (1845—1924)
- F.Heim(інші мови) — Frédéric Louis Heim(інші мови) (1869-1962)
- F.H.Lewis(інші мови) — Frank Harlan Lewis(інші мови) (1919-2008)
- F.H.Wigg. — Фрідріх Генріх Віґґерс (1746—1811)
- Fieber(інші мови) — Franz Xaver Fieber (1807—1872)
- Fiori(інші мови) — Adriano Fiori (1865—1950)
- Fior.-Mazz. — Елізабетта Фіоріні-Маццанті (1807—1872)
- Fisch. — Фрідріх Ернст Людвіг фон Фішер (1782—1854)
- Fitch — Волтер Гуд Фітч (1817—1892)
- F.J.A.Morris(інші мови) — F. John A. Morris(інші мови) (1869-1949)
- F.J.Herm.(інші мови) — Frederick Joseph Hermann(інші мови) (1906—1987)
- F.L.Bauer — Фердинанд Бауер (1760—1826)
- Florin — Карл Рудольф Флорін (1894—1965)
- Flüggé — Йоганнес Флюгге (1775—1816)
- F.M.Bailey — Фредерік Менсон Бейлі (1827—1915)
- F.Michx.(інші мови) — François Andre Michaux (1770—1855)
- F.M.Knuth — Фредерік Маркус Кнут (1904—1970)
- F.Muell. — Фердинанд Мюллер (1825—1896)
- F.N.Meijer — Френк Ніколас Меєр (1875—1918)
- Focke(інші мови) — Wilhelm Olbers Focke (1834—1922)
- Forbes(інші мови) — John Forbes (1799—1823)
- Forrest — Джордж Форрест (1873—1932)
- Forssk. — Пер Форссколь (1732—1763)
- Forsyth — Вільям Форсайт (1737—1804)
- Fortune — Роберт Форчун (1812—1880)
- Fosberg — Френсіс Реймонд Фосберг (1908—1993)
- Foug.(інші мови) — Auguste Denis Fougeroux de Bandaroy(інші мови) (1732—1789)
- Fourc.(інші мови) — Henry Georges Fourcade (1865—1948)
- Fr. — Еліас Магнус Фрис (1794—1878)
- Franch. — Адрієн Рене Франше (1834—1900)
- Freckmann(інші мови) — Robert W. Freckmann(інші мови) (нар. 1939)
- Freire-Fierro(інші мови) — Alina Freire-Fierro(інші мови) (нар. 1964)
- Freitag — Гельмут Фрайтаґ (нар. 1932)
- Frém. — Джон Фремонт (1813—1890)
- Fresen. — Йоганн Баптист Георг Вольфганг Фрезеніус (1808—1866)
- Frič — Альберто Войтех Фріч (1882—1944)
- Friedrich(інші мови) — Ганс Хрістіан Фрідріх[ru] (1925—1992)
- Fritsch — Карл Фріч (1864—1934)
- F.Ritter — Фрідріх Ріттер (1898—1989)
- Friis — Іб Фріїс (нар. 1945)
- Friv. — Імре Фрівальдський (1799—1870)
- Froel.(інші мови) — Joseph Aloys von Froelich(інші мови) (1766—1841)
- F.Rose — Френсіс Роуз (1921—2006)
- F.Schmidt — Фрідріх Карл Шмідт (1862—1908)
- F.T.Hubb. — Фредерік Трейсі Габбард (1875—1962)
- Fukuy. — Фукуяма Норіякі (1912—1946)
- F.Wettst. — Фріц фон Веттштайн (1895—1945)
- F.W.Schultz — Фрідріх Вільгельм Шульц (1804—1876)

## G
- Gaertn. — Йозеф Гертнер (1732—1791)
- Gagnep. — Франсуа Ганьєпен (1866—1952)
- Gale — Ширлі Гейл Кросс[en] (1915-2008)
- Galeotti — Анрі Гійом Галеотті (1814—1858)
- Galushko(інші мови) — Галушко Анатолій Іванович[ru] (нар. 1926)
- Gamble — Джеймс Сайкс Гембл (1847—1925)
- Gand. — Жан Мішель Ґандоже (1850—1926)
- Gandhi — Канчі Ґанді (нар. 1948)
- Garcke — Християн Август Фрідріх Гарке (1819—1904)
- Garden — Александр Гарден (1730—1792)
- Gardner — Джордж Гарднер (1812—1849)
- Gatt. — Авґустин Ґаттінґер (1825—1903)
- Gatty — Маргарет Гетті (1809—1873)
- Gaudich. — Шарль Годішо-Бопре (1789—1854)
- G.C.Tucker(інші мови) — Gordon C. Tucker(інші мови) (нар. 1957)
- G.Cunn. — Гордон Герріот Каннінгем (1892—1962)
- G.Dahlgren — Гертруд Дальгрен (1931—2009)
- G.Don — Джордж Дон (1798—1856)
- G.D.Rowley — Ґордон Даґлас Ровлі (1921-2019)
- Geh. — Адальберт Ґегееб (1842—1909)
- G.E.Haglund — Густав Гаглунд (1900—1955)
- Genev.(інші мови) — Léon Gaston Genevier (1830—1880)
- Gentry — Говард Скотт Джентрі (1903—1993)
- Gerstb. — Педро Ґерштберґер (нар. 1951)
- Gesner — Конрад Геснер (1516—1565)
- Geyer — Карл Андреас Геєр (1809—1853)
- G.F.Atk. — Джордж Френсіс Аткінсон (1854—1918)
- G.Forst. — Георг Форстер (1754—1794)
- G.Gaertn. — Готфрід Гертнер (1754—1825)
- Ghini — Лука Гіні (1490—1556)
- Gibbs — Ліліан Сюзет Гіббс (1870—1925)
- Gilg — Ернест Фрідріх Гілг (1867—1933)
- Gilib.(інші мови) — Жан-Еммануель Жилібер[en] (1741—1814)
- Gillek. — Леопольд Ґійом Ґіллекенс (1833—1905)
- Gillies — Джон Ґілліс (1792—1834)
- Gillis — Вільям Томас Ґілліс (1933—1979)
- Gilly — Чарльз Луїс Ґіллі (1911—1970)
- Giseke — Пауль Дітріх Гізеке (1741—1796)
- G.J.Lewis — Гвендолін Джойс Льюїс (1909—1967)
- G.Kirchn.(інші мови) — Georg Kirchner(інші мови) (1837—1885)
- G.Koch(інші мови) — Georg Friedrich Koch(інші мови) (1809—1874)
- G.Lawson — Джордж Лоусон (1827—1895)
- G.L.Church(інші мови) — George Lyle Church(інші мови) (1903-2003)
- Gleason — Генрі Алан Глізон (1882—1975)
- G.L.Nesom(інші мови) — Гай Л. Несом[en] (нар. 1945)
- G.Lodd.(інші мови) — Джордж Лоддіджес[en] (1784—1846)
- Gloxin — Беньямін Петер Глоксин (1765—1794)
- G.L.Webster(інші мови) — Греді Вебстер[en] (1927-2005)
- G.M.Barroso(інші мови) — Graziela Maciel Barroso(інші мови) (1912—2003)
- G.Merr. — Джордж Нокс Меррілл (1864—1927)
- Gmelin — Йоганн Фрідріх Гмелін (Johann Friedrich Gmelin) (1748—1804)
- G.Moore — Джордж Томас Мур (1871—1956)
- G.Nicholson — Джордж Ніколсон (1847—1908)
- Godr. — Домінік Александр Годрон (1807—1880)
- Goeschke — Франц Ґьошке (1844—1912)
- Goldberg — Аарон Ґольдберґ (1917-2014)
- Goldie — Джон Голді (1793—1886)
- Gooden. — Семюел Ґуденаф (1743—1827)
- Goodyer — Джон Гудаєр (1592—1664)
- Gopalan(інші мови) — Rangasamy Gopalan(інші мови) (нар. 1947)
- Göpp. — Йоганн Генріх Роберт Гепперт (1800—1884)
- Gordon — Джордж Гордон (1801—1893)
- Gould — Френк Волтон Ґулд (1913—1981)
- G.Pearson(інші мови) — Gilbert Pearson(інші мови)
- Graebn. — Пауль Ґребнер (1871—1933)
- Graham — Роберт Грем (1786—1845)
- Grande — Лорето Ґранде (1878—1965)
- Gray — Семюел Фредерік Грей (1766—1828)
- Greene — Едвард Лі Ґрін (1843—1915)
- Greenm. — Джессі Мор Ґрінмен (1867—1951)
- Greenway — Персі Джеймс Ґрінвей (1897—1980)
- Gren. — Жан Шарль Марі Греньє (1808—1875)
- Greuter — Вернер Родольфо Гройтер (нар. 1938)
- Grev. — Роберт Кай Гревілл (1794—1866)
- Griff. — Вільям Гріффіт (1810—1845)
- Grimm — Йоганн Фрідріх Карл Грімм (1737—1821)
- Gris — Жан Антуан Артур Гріс (1829—1872)
- Griscom — Ладлов Ґріском (1890—1959)
- Griseb. — Август Генрих Рудольф Гризебах (1814—1879)
- Grolle — Ріклеф Ґроллє (1934—2004)
- Gronov. — Ян Гроновіус (1686—1762)
- Grossh. — Гроссгейм Олександр Альфонсович (1888—1948)
- Grout — Абель Джоель Гроут (1867—1947)
- Grubov(інші мови) — Valery Ivanovitsch Grubov(інші мови) (1917—2009)
- Grudz. — Грудзинська Ірина Олександрівна (1920-2012)
- G.Shaw — Джордж Шоу (1751—1813)
- G.S.Mill. — Герріт Сміт Міллер (1869—1956)
- G.Stev. — Грета Стівенсон (1911—1990)
- G.Taylor — Джордж Тейлор (1904—1993)
- Gueldenst. — Йоганн Гюльденштедт (1745—1781)
- Guill. — Жан Батист Антуан Гіймен (1796—1842)
- Guillaumin — Андре Гійомен (1885—1974)
- Gunckel — Уго Гункель Луер (1901—1997)
- Gunnerus — Йоган Ернст Гуннерус (1718—1773)
- Gürke — Роберт Луїс Август Максиміліан Гюрке (1854—1911)
- Guss. — Джованні Гуссоне (1787—1866)
- G.Winter — Генріх Георг Вінтер (1848—1887)

## H
- Hack. — Едуард Гаккель (1850—1926)
- Halácsy — Ойген фон Галачі (1842—1913)
- Ham.(інші мови) — William Hamilton(інші мови) (1783—1856)
- Hance — Генрі Флетчер Ганс (1827—1886)
- Hand.-Mazz. — Генріх Рафаель Едуард фон Гандель-Маццетті (1882—1940)
- Hanst.(інші мови) — Йоганнес фон Ганштайн[en] (1822—1880)
- Hara — Канесуке Хара[en] (1885—1962)
- Harb.(інші мови) — Томас Грант Гарбісон[en] (1862—1936)
- Hardin — Джеймс Вокер Гардін[es] (нар. 1929)
- Harkn. — Гарві Вілсон Гаркнесс (1821—1901)
- Harms — Герман Гармс (1870—1942)
- Hartm.(інші мови) — Карл Йоган Гартман[en] (1790—1849)
- Hartw. — Карл Теодор Гартвеґ (1812—1871)
- Hartwig — Юліус Гартвіґ (1823—1913)
- Harv. — Вільям Генрі Гарві (1811—1866)
- Harvill(інші мови) — Alton McCaleb Harvill(інші мови) (1916-2008)
- Hasle — Гретте Рітер Гасле (1920—2013)
- Hasselq. — Фредрік Гассельквіст (1722—1752)
- Hassk.(інші мови) — Юстус Карл Гасскарл[en] (1811—1894)
- Hassl. — Еміль Гасслер (1864—1937)
- Hatus.(інші мови) — Сумігіко Гатусіма[en] (1906—2008)
- Haufler(інші мови) — Christopher H. Haufler (нар. 1950)
- Hauke(інші мови) — Річард Гауке[en] (1930-2001)
- Hauman(інші мови) — Люсьєн Леон Гауман[en] (1880—1965)
- Hauser(інші мови) — Margit Luise Hauser
- Hausskn. — Генріх Карл Гаусскнехт (1838—1903)
- Haw. — Адріан Гарді Гаворт (1768—1833)
- Hayata — Бунзо Хаята (1874—1934)
- Hayek — Август фон Гаєк (1871—1928)
- Hayne — Фрідріх Ґоттлоб Гайне (1763—1832)
- Hazsl.(інші мови) — Фрідьєш Акош Газлінскі[en] (1818—1896)
- H.Bock — Ієронімус Бок (1498—1554)
- H.C.Watson — Г'юетт Ватсон (1804—1881)
- H.Deane(інші мови) — Генрі Дін[en] (1847—1924)
- H.D.Wilson(інші мови) — Г'ю Вілсон[en] (нар. 1945)
- H.E.Ahles(інші мови) — Гаррі Е. Алес[en] (1924—1981)
- Hedberg(інші мови) — Карл Олов Гедберг[en] (1923—2007)
- Hedges — Флоренс Геджес (1878—1956)
- Hedrick(інші мови) — Улісс Прентісс Гедрік[en] (1870—1951)
- Hedw. — Йоганн Гедвіґ (1730—1799)
- Hegelm. — Крістоф Фрідріх Гегельмаєр (1833—1906)
- Heim(інші мови) — Georg Christoph Heim (1743—1807)
- Heinem. — Пол Хайнеманн (1916—1996)
- Heist. — Лоренц Гайстер (1683—1758)
- H.E.K.Hartmann — Гайдрун Гартманн (1942—2016)
- Heldr. — Теодор Генріх Герман фон Гелдрейх (1822—1902)
- Hell.(інші мови) — Карл Ніклас Гелленіус[en] (1745—1820)
- Hellq.(інші мови) — C. Barre Hellquist (нар. 1940)
- H.E.Moore — Гарольд Емері Мур (1917—1980)
- Hemsl. — Вільям Гемслі (1843—1924)
- Henn. — Пауль Крістоф Геннінгс (1841—1908)
- Henrard(інші мови) — Johannes Theodoor Henrard (1881—1974)
- Hensl. — Джон Стівенс Генслоу (1796—1861)
- Hepper — Френк Найджел Геппер (1929—2013)
- Herb. — Вільям Герберт (1778—1847)
- Herder(інші мови) — Ferdinand Gottfried Theobald Herder (1828—1896)
- Heybroek(інші мови) — Ганс М. Гейбрук[en] (1927-2022)
- Heynh.(інші мови) — Густав Гейнгольд[en] (1800—1860)
- Heywood(інші мови) — Вернон Гейвуд[en] (1927-2022)
- H.G.Sm.(інші мови) — Генрі Джордж Сміт(інші мови) (англ. Henry George Smith) (1852—1924)
- H.Hara — Гіроші Гара (англ. Hiroshi Hara (botanist)) (1911—1986)
- H.H.Eaton(інші мови) — Єзекія Галберт Ітон(інші мови) (англ. Hezekiah Hulbert Eaton) (1809—1832)
- Hieron.(інші мови) — Георг Ганс Еммо Вольфганг Ієронімус(інші мови) (англ. Georg Hans Emmo Wolfgang Hieronymus) (1846—1921)
- Hill(інші мови) — Джон Гілл (ботанік)(інші мови) (англ. John Hill (botanist)) (1716—1775)
- Hirn(інші мови) —  Карл Енгельбрехт Гірн(інші мови) (англ. Karl Engelbrecht Hirn) (1872—1907)
- Hitchc. — Альберт Спір Гічкок (1865—1935)
- H.Jaeger(інші мови) — Германн Єгер(інші мови) (англ. Hermann Jäger) (1815—1890)
- H.Karst. — Густав Карл Вільгельм Герман Карстен (1817—1908)
- H.K.A.Winkl. — Ганс Вінклер (1877—1945)
- H.Lév. — Огюстен Абель Ектор Левеє (1863—1918)
- H.Low(інші мови) — Г'ю Лоу(інші мови) (англ. Hugh Low) (1824—1905)
- H.L.Blomq. — Гуго Лендер Бломквіст (1888—1964)
- H.L.Späth(інші мови) — Гельмут Людвіг Шпет(інші мови) (англ. Hellmut Ludwig Späth) (1885—1945)
- H.L.Wendl. — Генріх Лудольф Вендланд (1825—1903)
- H.M.Hern. — Ектор Мануель Еранандес Масіас (1954)
- H.Müll.(інші мови) — Герман Мюллер (ботанік)(інші мови) (англ. Hermann Müller (German botanist)) (1829—1883)
- Hnatiuk — Роджер Джеймс Гнатюк (нар. 1946)
- Hochr.(інші мови) — Бенедикт П'єр Жорж Охройтенер(інші мови) (англ. Bénédict Pierre Georges Hochreutiner) (1873—1959)
- Hochst. — Крістіан Фердинанд Фрідріх Гокстеттер (1787—1860)
- Hoehne — Фредеріку Карлус Гьоне (1882—1959)
- Hoeven(інші мови) — Ян ван дер Гувен(інші мови) (англ. Jan van der Hoeven) (1801—1868)
- Hoffm. — Георг Франц Гоффманн (1761—1826)
- Hoffmanns. — Йоганн Центуріус фон Гофманзег (1766—1849)
- Hogg(інші мови) — Thomas Hogg (1777—1855)
- Hohen. — Рудольф Фрідріх Гогенакер (1798—1874)
- Hollick(інші мови) — Артур Голлік(інші мови) (англ. Arthur Hollick) (1857—1933)
- Holmb. — Отто Рудольф Гольмберг (1822—1885)
- Holmgren — Яльмар Гольмґрен (1822—1885)
- Holub — Йозеф Людвіг Голуб (1930—1999)
- Hook. — Вільям Джексон Гукер (1785—1865)
- Hook.f. — Джозеф Долтон Гукер (1817—1911)
- Hopper — Стівен Дональд Гоппер (нар. 1951)
- Horik.(інші мови) — Horikawa Yoshiwo (1902—1976)
- Hornem. — Єнс Вількен Горнеманн (1770—1841)
- Host — Ніколаус Томас Гост (1761—1834)
- House — Гомер Долівер Хауз (1878—1949)
- Houtt.(інші мови) — Мартінус Гауттюйн(інші мови) (англ. Martinus Houttuyn) (1720—1798)
- Howe — Еліот Келвін Гов(інші мови) (англ. Eliot Calvin Howe) (1828—1899)
- Howell — Томас Джефферсон Гауелл (1842—1912)
- H.O.Yates(інші мови) — Harris Oliver Yates (1934-2013)
- H.Perrier(інші мови) — Джозеф Марі Генрі Альфред Пер'є де ла Баті(інші мови) (англ. Joseph Marie Henry Alfred Perrier de la Bâthie) (1873—1958)
- H.P.Fuchs(інші мови) — Hans Peter Fuchs (1928—1999)
- H.Rob. — Гарольд Ернест Робінсон (нар. 1932)
- H.Rock(інші мови) — Howard Francis Leonard Rock (1925—1964)
- H.R.Sweet(інші мови) — Herman Royden Sweet (1909—1992)
- H.Sharsm.(інші мови) — Гелен Шарсміт(інші мови) (англ. Helen Sharsmith) (1905—1982)
- H.Sibth. — Гамфрі Сібторп (1713—1797)
- H.S.Irwin(інші мови) — Говард С. Ірвін(інші мови) (англ. Howard S. Irwin) (1928-2019)
- H.St.John — Гарольд Сент-Джон (1892—1991)
- Hu(інші мови) — Ху Сяньсу(інші мови) (англ. Hu Xiansu) (1894—1968)
- Huds. — Вільям Гадсон (1730—1793)
- Hügel — Карл фон Гюгель (англ. Charles von Hügel) (1795—1870)
- Hultén — Ерік Гультен (1894—1981)
- Humb. — Александер фон Гумбольдт (1769—1859)
- Hurus.(інші мови) — Isao Hurusawa (нар. 1916)
- Husn.(інші мови) — П'єр Транквілль Юсно(інші мови) (фр. Pierre Tranquille Husnot) (1840—1929)
- Hutch. — Джон Гатчінсон (1884—1972)
- H.Vilm.(інші мови) — Charles Philippe Henry Lévêque de Vilmorin (1843—1899)
- H.Wendl. — Герман Вендланд (1825—1903)
- H.Wolff(інші мови) — Karl Friedrich August Hermann Wolff (1866—1929)
- Hyl. — Нільс Гюландер (1904—1970)

## I
- I.G.Borshch. — Ілля Григорович Борщов (1833—1878)
- I.G.Stone — Ілма Грейс Стоун (1913—2001)
- Imbach(інші мови) — Emil J. Imbach(інші мови) (1897—1970)
- I.M.Johnst. — Айвен Мюррей Джонстон (1898—1960)
- Inoue(інші мови) — Inoue Hiroshi (1932—1989)
- Irwin — Джеймс Брюс Ірвін(інші мови) (англ. Bruce Irwin) (1921-2012)
- Isaac(інші мови) — Frances Margaret Isaac(інші мови) (1909-2006)
- Isely — Дуейн Айзелі (1918—2000)
- Ives(інші мови) — Joseph Christmas Ives (1828—1868)

## J
- Jacq. — Ніколаус Йозеф фон Жакен (1727—1817)
- Jacques — Анрі Антуан Жак (1782—1866)
- J.Agardh — Якоб Георг Агард (1813—1901)
- Jameson(інші мови) — Вільям Джеймсон (ботанік, 1796)(інші мови) (англ. William Jameson (botanist, born 1796)) (1796—1873)
- Janch.(інші мови) — Erwin Emil Alfred Janchen (1882—1970)
- Jancz. — Едвард Янчевскі (1846—1918)
- Janse(інші мови) — Johannes Albertus Janse(інші мови) (1911—1977)
- Játiva —  Карлос Д. Хатіва(інші мови) (англ. Carlos D. Játiva) (fl. 1963)
- J.Bauhin — Йоганн Баугін (1541—1613)
- J.B.Nelson(інші мови) — John B. Nelson (нар. 1951)
- J.B.Rohr(інші мови) — Julius Bernard von Röhr(інші мови) (1686—1742)
- J.Carey(інші мови) — John Carey (1797—1880)
- J.C.Gomes(інші мови) — José Corrêa Gomes(інші мови) (1919—1965)
- J.Commelijn — Ян Коммелін (1629—1692)
- J.C.Siqueira(інші мови) — Josafá Carlos de Siqueira(інші мови) (нар. 1953)
- J.C.Wendl. — Йоганн Крістоф Вендланд (1755—1828)
- J.D.Ray(інші мови) — James Davis Ray(інші мови) (1918-1990)
- J.Drumm. — Джеймс Драммонд (1784—1863)
- J.D.Sauer(інші мови) — Jonathan Deininger Sauer(інші мови) (1918-2008)
- Jefferies(інші мови) — R.L.Jefferies(інші мови) (fl. 1987)
- J.E.Lange — Якоб Емануель Ланге (1864—1941)
- J.Ellis — Джон Елліс (1710—1776)
- Jeps. — Вілліс Лінн Джепсон (1867—1946)
- Jess. — Карл Фрідріх Вільгельм Єссен (1821—1889)
- J.F.Bailey — Джон Фредерік Бейлі (1866—1938)
- J.F.Gmel. — Йоганн Фрідрих Ґмелін (1748—1804)
- J.-F.Leroy(інші мови) — Jean-François Leroy (1915—1999)
- J.F.Macbr. — Джеймс Френсіс Макбрайд (1892—1976)
- J.Forbes — Джеймс Форбс (1773—1861)
- J.Houz.(інші мови) — Jean Houzeau de Lehaie (1867—1959)
- J.Gay — Жак Етьєн Ге (1786—1864)
- J.Gerard — Джон Джерард (1545—1612)
- J.G.Gmel. — Йоганн Георг Ґмелін (1709—1755)
- J.G.Sm.(інші мови) — Jared Gage Smith(інші мови) (1866—1925)
- J.H.Adam(інші мови) — J. H. Adam (нар. 1956)
- J.J.Sm. — Йоганн Якоб Сміт (1867—1947)
- J.Juss. — Жозеф де Жюссьє (1704—1779)
- J.Koenig — Йоганн Гергард Кеніг (1728—1785)
- J.Léonard(інші мови) — Jean Joseph Gustave Léonard(інші мови) (нар. 1920)
- J.L.Gentry(інші мови) — Johnnie Lee Gentry(інші мови) (нар. 1939)
- J.MacGill.(інші мови) — John MacGillivray (1822—1867)
- J.Martyn(інші мови) — John Martyn (1699—1768)
- J.M.Black(інші мови) — John McConnell Black (1855—1951)
- J.M.Coult. — Джон Мерл Коултер (1851—1928)
- J.M.C.Rich.(інші мови) — Jean Michel Claude Richard (1787—1868)
- J.M.MacDougal(інші мови) — John M. MacDougal (нар. 1954)
- J.M.Webber(інші мови) — John Milton Webber(інші мови) (1897-1994)
- Jongkind(інші мови) — Carel Christiaan Hugo Jongkind (нар. 1954)
- Jonsell — Бенгт Едвард Юнселль (нар.1936)
- Jord. — Алексіс Жордан (1814—1897)
- J.Presl — Ян Святоплук Пресл (1791—1849)
- J.R.Forst. — Йоганн Рейнгольд Форстер (1729—1798)
- J.St.-Hil. — Жан Анрі Жом Сент-Ілер (1772—1845)
- Jum. — Анрі Люсьєн Жюммель (1886—1935)
- Juss. — Антуан Лоран де Жуссьє (1748—1836)
- J.W.Mast.(інші мови) — John William Masters(інші мови) (1792—1873)
- J.W.Robbins(інші мови) — James Watson Robbins (1801—1879)
- J.W.Weinm.(інші мови) — Johann Wilhelm Weinmann (1683—1741)
- J.Woods(інші мови) — Joseph Woods (1776—1864)
- J.W.Zetterst. — Юган Вільгельм Цеттерстедт (1785—1874)
- J.Zahlbr.(інші мови) — Johann Baptist Zahlbruckner (1782—1851)

## K
- Kalchbr. — Карой Кальхбреннер (1807—1886)
- Kalkman — Корнеліс Калкман (1928—1998)
- Kalm — Пер Калм (1716—1779)
- Kane — Кетрін Софія Кейн (1811—1886)
- Kartesz(інші мови) — John T. Kartesz(інші мови) (fl. 1990)
- K.Bremer — Коре Бремер (нар.1948)
- K.Brandegee — Мері Кетрін Бренджі (1844—1920)
- Kearney(інші мови) — Thomas Henry Kearney (1874—1956)
- Keck(інші мови) — Karl Keck(інші мови) (1825—1894)
- K.D.Hill — Кеннет Гілл (1948—2010)
- Keener(інші мови) — Карл Семюел Кінер(інші мови) (нар. 1931)
- R.Keller(інші мови) — Роберт Келлер(інші мови) (1854—1939)
- Kellogg — Альберт Келлогг(інші мови) (англ. Albert Kellogg) (1813—1887)
- Ker Gawl. — Джон Белленден Кер Голер (1764—1842)
- Kerguélen — Мішель Франсуа-Жак Кергелен (1928—1999)
- Kerr — Артур Френсіс Джордж Керр (1877—1942)
- K.Hoffm. — Кете Гоффманн (1883—1931)
- Killip — Еллсворт Пейн Кілліп (1890—1968)
- Kindb. — Нільс Конрад Кіндберг (1832—1910)
- King — Джордж Кінг (1840—1909)
- Kingdon-Ward — Френк Кінгдон-Ворд (1885—1958)
- Kirchn.(інші мови) — Еміль Отто Оскар фон Кірхнер(інші мови) (1851—1925)
- Kirk — Томас Кірк (1828—1898)
- Kit. — Пауль Китайбель (1757—1817)
- Kitt. — Мартін Бальдуїн Кіттель (1798—1885)
- Kit Tan(інші мови) — Кіт Тан(інші мови) (нар. 1953)
- Kjellm.(інші мови) — Frans Reinhold Kjellman (1846—1907)
- K.Koch — Карл Генріх Еміль Кох (1809—1879)
- K.Krause — Курт Краузе (1883—1963)
- K.Larsen — Кай Ларсен (1926—2012)
- Klatt — Фрідріх Вільгельм Клатт (1825—1897)
- Kleopow — Клеопов Юрій Дмитрович (1902—1943)
- Klokov — Клоков Михайло Васильович (1896–1981)
- Klotzsch — Йоганн Фрідріх Клоцш (1805—1860)
- K.M.Drew — Кетлін Мері Дрю-Бейкер (1901—1957)
- K.Müll.bis — Кай Мюллер (нар. 1975)
- Kneuck.(інші мови) — Джон Андрес Кнеукер(інші мови) (1862—1946)
- Koch(інші мови) — Джон Фрідріх Вільгельм Кох(інші мови) (1759—1831)
- Koehne — Бернгард Адальберт Еміль Кене (1848—1918)
- Koeler — Георг Людвіг Кьолер (1765—1807)
- Koelle — Йоганн Людвіг Крістіан Келле (1763—1797)
- Koidz.(інші мови) — Gen-ichi Koidzumi (1883—1953)
- Kom. — Комаров Володимир Леонтійович (1869—1945)
- Kondr. — Кондратюк Євген Миколайович (1914—1992)
- Koopmann(інші мови) — Карл Куманн(інші мови) (fl. 1879—1900)
- Korth. — Пітер Віллем Корталс (1807—1892)
- Koso-Pol. — Борис Михайлович Козо-Полянський (1890—1957)
- Kosterm.(інші мови) — André Joseph Guillaume Henri Kostermans (1907—1994)
- Kotov — Котов Михайло Іванович (1896—1978)
- Kotschy — Карл Георг Теодор Кочі (1813—1866)
- Kraenzl. — Фрідріх Вільгельм Людвіг Кренцлін (1847—1934)
- Krajina(інші мови) — Владімір Йозеф Країна(інші мови) (1905—1993)
- Kral(інші мови) — Роберт Краль(інші мови) (нар. 1926)
- Krapov.(інші мови) — Антоніо Краповікас(інші мови) (1921-2015)
- Krause — Йоганн Вільгельм Краузе (1764—1842)
- Krock.(інші мови) — Антон Йоганн Крокер(інші мови) (1744—1823)
- Krog — Гільдур Крог (1922—2014)
- Krombh. — Юліус Вінценц фон Кромбхольц (1782—1843)
- Krüssm.(інші мови) — Johann Gerd Krüssmann (1910—1980)
- K.Schum. — Карл Моріц Шуман (1851—1904)
- Kubitzki(інші мови) — Клаус Кубіцький(інші мови) (1933-2022)
- Kudô(інші мови) — Yûshun Kudô(інші мови) (1887—1932)
- Kuhlm.(інші мови) — João Geraldo Kuhlmann (1882—1958)
- Kuhn — Фрідріх Адальберт Максиміліан Кун (1842—1894)
- Kük. — Георг Кюкенталь (1864—1955)
- Kunth — Карл Сигизмунд Кунт (1788—1850)
- Kuntze — Карл Ернст Отто Кунце (1843—1907)
- Kunze — Густав Кунце (1793—1851)
- Kuprian. — Людмила Андріївна Купріянова (1914—1987)
- Kurz — Вільгельм Сульпіц Курц (1834—1878)

## L
- L. — Карл Лінней (1707—1778)
- Labill. — Жак Лабіллард'єр (1755—1834)
- La Duke(інші мови) — John C. La Duke(інші мови) (нар. 1950)
- Laest. — Ларс Леві Лестадіус (1800—1861)
- Lag.(інші мови) — Mariano Lagasca y Segura (1776—1839)
- Lakela(інші мови) — Olga Korhoven Lakela(інші мови) (1890—1980)
- Lam. — Жан Батист Ламарк (1744—1829)
- Lamb. — Ейлмер Бурк Ламберт (1761—1842)
- Landolt(інші мови) — Elias Landolt(інші мови) (1926-2013)
- Landrum(інші мови) — Leslie R. Landrum (нар. 1946)
- Lange — Йоган Ланге (1818—1898)
- Larter — Клара Етелінда Лартер (1847—1936)
- L.A.S.Johnson — Лоуренс Александер Сідні Джонсон (1925—1997)
- Latourr.(інші мови) — Marc Antoine Louis Claret de La Tourrette (1729—1823)
- Lavallée(інші мови) — Pierre Alphonse Martin Lavallée (1836—1884)
- Lavrent.(інші мови) — Georgios Lavrentiades(інші мови) (нар. 1920)
- Laxm. — Ерік Лаксман (1737—1796)
- Layens — Жорж де Лаянс (1834—1897)
- L.Bolus — Луїза Болус (1877—1970)
- L.B.Sm.(інші мови) — Lyman Bradford Smith (1904—1997)
- L.C.Wheeler(інші мови) — Louis Cutter Wheeler (1910—1980)
- L.D.Pryor(інші мови) — Lindsay Pryor (1915—1998)
- Leandri(інші мови) — Jacques Désiré Leandri (1903—1982)
- Leavenw.(інші мови) — Melines Conklin Leavenworth(інші мови) (1796—1832)
- Lecomte — Поль Анрі Леконт (1856—1934)
- Leconte — Джон Іттон ле Конте (1784—1860)
- Ledeb. — Карл Фрідріх фон Ледебур (1785—1851)
- Leenh.(інші мови) — Pieter Willem Leenhouts(інші мови) (1926—2004)
- Lehm. — Йоганн Георг Христіан Леманн (1792—1860)
- Leiberg — Йон Бернхард Лейберг (1853—1913)
- Lej.(інші мови) — Alexandre Louis Simon Lejeune (1779—1858)
- Lellinger(інші мови) — David Bruce Lellinger(інші мови) (нар. 1937)
- Lelong(інші мови) — Michel G. Lelong(інші мови) (нар. 1932)
- Lem. — Шарль Антуан Лемер (1800—1871)
- Le Maout — Жан Еммануель Моріс Ле Мау (1799—1877)
- Lemoine — Віктор Лемуан (англ. Victor Lemoine) (1823—1911)
- León(інші мови) — Frère León (1871—1955)
- L.E.Navas(інші мови) — Luisa Eugenia Navas (нар. 1918)
- Leroy — Андре Лерой(інші мови) (англ. André Leroy) (1801—1875)
- Les(інші мови) — Donald H. Les(інші мови) (нар. 1954)
- Lesch.(інші мови) — Jean Baptiste Leschenault de la Tour (1773—1826)
- Less.(інші мови) — Christian Friedrich Lessing (1809—1862)
- Letty — Ситна Летті (1895—1985)
- Levyns — Маргарет Левінс (1890—1975)
- Lewis — Мерівезер Льюїс (1774—1809)
- Leyss.(інші мови) — Friedrich Wilhelm von Leysser (1731—1815)
- L.f. — Карл Лінней молодший (1741—1783)
- L.Fuchs — Леонарт Фукс (1501—1566)
- L.Guthrie — Луїза Гатрі (1879—1966)
- L.H.Bailey(інші мови) — Liberty Hyde Bailey (1858—1954)
- L.Henry(інші мови) — Louis Henry (1853—1903)
- L'Hér. — Шарль Луї Леритьє де Брютель (1746—1800)
- L.H.Dewey(інші мови) — Lyster Hoxie Dewey (1865—1944)
- Liais — Еммануель Ляі (1826—1900)
- Licht. — Мартін Гінріх Ліхтенштайн (1780—1857)
- Liebl.(інші мови) — Franz Kaspar Lieblein (1744—1810)
- Liebm. — Фредерік Мікаель Лібман (1813—1856)
- Lightf. — Джон Лайтфут (1735—1788)
- Lindau — Густав Ліндау (1866—1923)
- Lindl. — Джон Ліндлі (1799—1865)
- Linden — Жан Жюль Лінден (1817—1898)
- Lindm. — Карл Аксель Магнус Ліндман (1856—1928)
- Lindq.(інші мови) — Свен Бертіл Гунвальд Ліндквіст(інші мови) (1904—1963)
- Link — Йоганн Генріх Фрідріх Лінк (1767—1851)
- Lipsky — Володимир Іполитович Липський (1863—1937)
- Little(інші мови) — Елбер Лютер Літл(інші мови) (англ. Elbert Luther Little) (1907—2004)
- Litv. — Литвинов Дмитро Іванович (1854—1929)
- L.K.Fu(інші мови) — Li-kuo Fu (нар. 1934)
- L.M.Perry — Лілі Мей Перрі (1895—1992)
- L.Newton — Лілі Ньютон (1893—1981)
- Lodd.(інші мови) — Loddiges (1738—1826)
- Loefl. — Пер Лефлінг (1729—1756)
- Loes. — Людвіг Едуард Теодор Лезенер (1865—1941)
- Loisel.(інші мови) — Jean Louis August Loiseleur-Deslongchamps (1774—1849)
- Lönnrot — Еліас Леннрут (1802—1884)
- Lotsy — Ян Паулус Лотсі (1867—1931)
- Lott(інші мови) — Henry J. Lott(інші мови) (fl. 1938)
- Loudon — Джон Клавдій Лаудон (1783—1843)
- Lounsb. — Еліс Лаунсберрі (1868—1949)
- Lour.(інші мови) — João de Loureiro (1717—1791)
- Lourteig — Алісія Луртег (1913—2003)
- L.Späth(інші мови) —  Louis Späth (fl. 1892)
- L.T.Lu(інші мови) — Ling Ti Lu(інші мови) (нар. 1930)
- Luer — Карлайл Луер (1922-2019)
- Lundell — Сайрус Лонгворт Ланделл (1907—1994)
- Lunell(інші мови) — Джоел Лунелл(інші мови) (1851—1920)
- Lye(інші мови) — Kaare Arnstein Lye(інші мови) (1940-2021)
- Lyons — Ізраель Лайонс (1739—1775)

## M
- Ma(інші мови) — Yu Chuan Ma(інші мови) (нар. 1916)
- Maack — Річард Карлович Маак (1825—1886)
- Maas — Пол Маас(інші мови) (англ. Paul Maas (botanist)) (нар. 1939)
- Mabb.(інші мови) — David Mabberley (нар. 1948)
- Macfarl.(інші мови) — John Muirhead Macfarlane (1855—1943)
- Mack. — Кеннет Кент Маккензі (1877—1934)
- M.A.Clem.(інші мови) — Mark Alwin Clements(інші мови) (нар. 1949)
- MacMill.(інші мови) — Conway MacMillan (1867—1929)
- Macoun(інші мови) — John Macoun (1831—1920)
- M.A.Curtis — Мозес Ешлі Кертіс (1808—1872)
- M.A.Fenton — Мілдред Адамс Фентон (1899—1995)
- Magnol — П'єр Маньоль (1638—1715)
- Magnus — Пауль Вільгельм Маґнус (1844—1914)
- Maguire — Бассетт Маґвайр (1904–1991)
- Maiden — Джозеф Генрі Мейден (1859—1925)
- Maire — Рене Мер (1878—1949)
- Makino — Томірато Макіно (1862—1957)
- M.Allemão(інші мови) — Manoel Allemão(інші мови) (пом. 1863)
- Malme — Густав Оскар Андерссон Мальме (1864—1937)
- Manden. — Манденова Іда Панівна (1909—1995)
- Manton — Айрін Ментон (1904—1988)
- Maranta — Бартоломео Маранта (пом. 1571)
- Marchal — Елі Маршаль (1839—1923)
- Marchand(інші мови) — Nestor Léon Marchand (1833—1911)
- Marcks(інші мови) — Brian Marcks(інші мови) (fl. 1974)
- Marloth — Рудольф Марлот (1855—1931)
- Marshall — Гамфрі Маршалл (1722—1801)
- Mart. — Карл Фрідріх Філіпп фон Марціус (1794—1868)
- Martinov — Мартинов Іван Іванович (1771—1833?)
- Masam.(інші мови) — Genkei Masamune (1899—1993)
- Masson — Френсіс Массон (1741—1805)
- Mast. — Максвелл Тілден Мастерс (1833—1907)
- Mathias — Мілдред Естер Матіас (1906—1995)
- Mathieu(інші мови) — Charles Marie Joseph Mathieu(інші мови) (1791—1873)
- Matsum. — Ninzo Matsumura (1856—1928)
- Matt. — Генріх Готтфрід фон Маттушка (1734—1779)
- Mattf.(інші мови) — Johannes Mattfeld(інші мови) (1895—1951)
- Mattioli — П'єтро Андреа Маттіолі (1501—1577)
- Mattox(інші мови) — Karl R. Mattox(інші мови) (нар. 1936)
- Maxim. — Карл Максимович (1827—1891)
- Maxon(інші мови) — William Ralph Maxon (1877—1948)
- Maxwell — T.C.Maxwell(інші мови) (1822—1908)
- M.B.Schwarz(інші мови) — Marie Beatrice Schol-Schwarz (1898—1969)
- M.Bieb. — Фрідріх Маршал Біберштайн (1768—1826)
- M.Broun(інші мови) — Maurice Broun(інші мови) (1906-1979)
- McCoy(інші мови) — Frederick McCoy (1817—1899)
- McGill.(інші мови) — Donald McGillivray (1935-2012)
- McGregor — Рональд Лейтон Макгрегор(інші мови) (англ. Ronald Leighton McGregor) (1919-2012)
- M.C.Johnst.(інші мови) — Marshall Conring Johnston (нар. 1930)
- McKinney(інші мови) — Harold Hall McKinney(інші мови) (1889-1976)
- McVaugh(інші мови) — Rogers McVaugh (1909-2009)
- M.Didukh(інші мови) — Дідух Марина Яківна(інші мови)
- Medik. — Фрідріх Казимир Медікус (1736—1808)
- Meehan — Томас Міган (1826—1901)
- Meerb. — Ніколас Мербюрг (1734—1814)
- Meijer(інші мови) — Willem Meijer (1923—2003)
- Meikle(інші мови) — Robert Desmond Meikle (1923-2021)
- Meisn. — Карл Фрідріх Даніель Мейсснер (1800—1874)
- M.E.Jones — Маркус Юджин Джонс (1852—1934)
- Melch.(інші мови) — Hans Melchior (1894—1984)
- Melville(інші мови) — Ronald Melville (1903—1985)
- Melvin(інші мови) — Norman C. Melvin(інші мови) (fl. 1975)
- Mendel — Грегор Мендель (1822—1884)
- Menezes(інші мови) — Carlos Azevedo de Menezes(інші мови) (1863—1928)
- Mennega(інші мови) — Alberta Maria Wilhelmina Mennega(інші мови) (1912-2009)
- Menzies — Арчибальд Мензис (1754—1842)
- Mérat(інші мови) — François Victor Mérat de Vaumartoise (1780—1851)
- Mereschk.(інші мови) — Konstantin Mereschkowski (1855—1921)
- Merr. — Елмер Дрю Меррілл (1876—1956)
- Mert. — Франц Карл Мертенс (1764—1831)
- Mett. — Георг Генріх Меттеніус (1823—1866)
- Meyen — Франц Меєн (1804—1840)
- Mez — Карл Христіан Мец (1866—1944)
- M.F.Fay(інші мови) — Michael Francis Fay (нар. 1960)
- M.Gómez(інші мови) — Manuel Gómez de la Maya y Jiménez(інші мови) (1867—1916)
- M.Hopkins(інші мови) — Milton Hopkins(інші мови) (1906-1983)
- M.Howe — Маршалл Ейвері Гоу (1867—1936)
- Micevski(інші мови) — Kiril Micevski(інші мови) or Mitzevski (1926—2002)
- Micheli(інші мови) — Marc Micheli(інші мови) (1844—1902)
- Michx. — Андре Мішо (1746—1803)
- Miers — Джон Мієрс(інші мови) (англ. John Miers (botanist)) (1789—1879)
- Milde — Карл Август Юліус Мільде (1824—1871)
- Mill. — Філіп Міллер (1691—1771)
- Millais(інші мови) — John Guille Millais (1865—1931)
- Millsp.(інші мови) — Charles Frederick Millspaugh (1854—1923)
- Milne-Redh.(інші мови) — Edgar Wolston Bertram Handsley Milne-Redhead(інші мови) (1906—1996)
- Miq. — Фрідріх Антон Вільгельм Мікель (1811—1871)
- Mirb. — Шарль-Франсуа Бріссо де Мірбель (1776—1854)
- Mitch. — Джон Мітчелл (1711—1768)
- M.Kato(інші мови) — Masahiro Kato(інші мови) (нар. 1946)
- M.Martens — Мартін Мартенс (1797—1863)
- Moc.(інші мови) — José Mariano Mociño (1757—1820)
- Moench — Конрад Мьонх (1744—1805)
- Moestrup(інші мови) — Øjvind Moestrup (нар. 1941)
- Mohl — Гуго фон Моль (1805—1872)
- Mohlenbr.(інші мови) — Robert H. Mohlenbrock(інші мови) (нар. 1931)
- Möhring — Пауль Генріх Гергард Мерінг (1710—1792)
- Moldenke — Гарольд Норман Мольденке (1909-1996)
- Molina — Хуан Ігнасіо Моліна (1737—1829)
- Monnard(інші мови) — Jean Pierre Monnard(інші мови) (нар. 1791, дата смерті невідома)
- Mont.(інші мови) — Jean Pierre François Camille Montagne (1784—1866)
- Montin — Ларс Монтін (1723—1785)
- Moore — Девід Мур(інші мови) (англ. David Moore (botanist born 1808)) (1808—1879)
- Moq.(інші мови) — Christian Horace Bénédict Alfred Moquin-Tandon (1804—1863)
- Moretti — Джузеппе Моретті (1782—1853)
- Moris — Джузеппе Джачінто Моріс (1796—1869)
- Morison — Роберт Морісон (1620—1683)
- Morong(інші мови) — Thomas Morong (1827—1894)
- Mosyakin — Мосякін Сергій Леонідович (нар. 1961)
- Moss(інші мови) — Charles Edward Moss (1872—1930)
- Mottet(інші мови) — Seraphin Joseph Mottet(інші мови) (1861—1930)
- M.Roem. — Макс Йозеф Ремер (1791—1849)
- M.S.Baker(інші мови) — Milo Samuel Baker(інші мови) (1868—1961)
- M.Sm. — Матильда Сміт (1854—1926)
- M.T.Strong(інші мови) — Mark Tuthill Strong(інші мови) (нар. 1954)
- Muhl.(інші мови) — Gotthilf Heinrich Ernst Muhlenberg (1753—1815)
- Müll.Arg. — Йоганес Мюллер Ааргауський (1828—1896)
- Müll.Hal. — Карл Йоганн Август Мюллер (1818—1899)
- Müll.-Thurg. — Герман Мюллер (Тургау) (1850—1927)
- Münchh. — Отто фон Мюнхгаузен (1716—1774)
- Munz(інші мови) — Philip Alexander Munz (1892—1974)
- Murb. — Сванте Самуел Мурбек (1859—1946)
- Murray — Юган Андреас Мюррей (1740—1791)
- Muss.Puschk. — Мусін-Пушкін Аполлос Аполлосович (1760—1805)
- Mutis — Хосе Селестіно Мутіс (1732—1808)
- M.W.Chase — Марк Вейн Чейз (нар. 1951)

## N
- N.A.Br. — Неллі Адалеса Браун (1876—1956)
- Naczi(інші мови) — Robert Francis Cox Naczi(інші мови) (нар. 1963)
- Nägeli — Карл Вільгельм фон Негелі (1817—1891)
- Nakai(інші мови) — Takenoshin Nakai (1882—1952)
- Nannf. — Юган Аксель Наннфельдт (1904—1985)
- Nash — Джордж Валентайн Неш(інші мови) (англ. George Valentine Nash) (1864—1921)
- Naudin(інші мови) — Charles Victor Naudin (1815—1899)
- Navashin — Навашин Сергій Гаврилович (1857—1930)
- N.E.Br. — Ніколас Едвард Браун (1849—1934)
- Neck.(інші мови) — Noel Martin Joseph de Necker (1730—1793)
- Née(інші мови) — Luis Née (fl. 1734—1801)
- Nees — Христіан Готфрід Даніель Ніс фон Ізенбек (1776—1858)
- Neubert(інші мови) — Wilhelm Neubert(інші мови) (1808—1905)
- Nevski — Сергій Арсенійович Невський (1908—1938)
- Newman — Едвард Ньюман (1801—1876)
- N.H.F.Desp.(інші мови) — Narcisse Henri François Desportes (1776—1856)
- N.H.Holmgren(інші мови) — Noel Herman Holmgren(інші мови) (нар. 1937)
- N.H.Nilsson — Нільс Геріберт-Нільссон (1883—1955)
- Nichols — Джордж Елвуд Ніколс(інші мови) (англ. George Elwood Nichols) (1882—1939)
- Nicolson(інші мови) — Dan Henry Nicolson(інші мови) (1933-2016)
- Nied. — Франц Йозеф Ніденцу (1857—1937)
- Nieuwl. — Джуліус Ньюленд (1878—1936)
- N.L.Alcock — Нора Ліліан Алкок (1874—1972)
- Nob.Tanaka(інші мови) — Nobuyuki Tanaka (fl. 2000)
- Nodder(інші мови) — Frederick Polydore Nodder (fl. 1770—1800)
- Noot.(інші мови) — Hans Peter Nooteboom(інші мови) (1934-2022)
- Nordm. — Нордманн Олександр Давидович (1803—1866)
- Noronha(інші мови) — Francisco Noronha (1748—1788)
- Norton — Джон Біттінг Сміт Нортон(інші мови) (англ. John Bitting Smith Norton) (1872—1966)
- N.Robson(інші мови) — Norman Keith Bonner Robson(інші мови) (1928-2021)
- N.T.Burb.(інші мови) — Nancy Tyson Burbidge (1912—1977)
- Nutt. — Томас Наттолл (1786—1859)
- Nyár.(інші мови) — Erasmus Julius Nyárády (1881—1966)
- Nyholm — Ельза Нигольм (1911—2002)

## O
- Oakes(інші мови) — William Oakes(інші мови) (1799—1848)
- O.Berg — Отто Карл Берг (1815—1866)
- Oberm. — Анна Амелія Обермеєр (1907—2001)
- O.Deg. — Отто Дегенер (1899—1988)
- Oeder — Георг Христіан Едер (1728—1791)
- Oerst. — Андерс Сандо Ерстед (1816—1872)
- O.E.Schulz — Отто Ойген Шульц (1874—1936)
- O.F.Cook(інші мови) — Orator F. Cook (1867—1949)
- O.F.Müll. — Отто Фрідріх Мюллер (1730—1784)
- O.Hoffm. — Карл Август Отто Гоффманн (1853—1909)
- Ohwi — Дзісабуро Оі (1905—1977)
- Oliv. — Деніел Олівер (1830—1916)
- Olney — Стівен Тайєр Олні(інші мови) (англ. Stephen Thayer Olney) (1812—1878)
- Opiz — Філіп Максиміліан Опіц (1787—1858)
- O.Rosenb.  — Густав Отто Розенберг (1872—1948)
- Ortega — Казимиро Гомес де Ортега (1740—1818)
- Osbeck — Пер Осбек (1723—1805)
- Ostapko(інші мови) — Остапко Володимир Михайлович(інші мови) (нар. 1950)
- Ostenf. — Казимиро Гомес де Ортега (1873—1931)
- Otth — Карл Адольф Отт (1803—1839)
- Otto — Крістоф Фрідріх Отто (1783—1856)
- Oudejans(інші мови) — Robertus Cornelis Hilarius Maria Oudejans(інші мови) (нар. 1943)

## P
- Pacz. — Пачоський Йосип Конрадович (1864—1942)
- Paine(інші мови) — Джон Олсоп Пейн(інші мови) англ. John Alsop Paine (1840—1912)
- Pall. — Петер-Симон Паллас (1741—1811)
- Palla — Едуард Палла (1864—1922)
- Palmer — Edward Palmer (1829—1911)
- Pančić — Йосиф Панчич (1814—1888)
- Panero(інші мови) — José L. Panero(інші мови) (нар. 1959)
- Panz. — Георг Вольфганг Франц Панцер (1755—1829)
- Papan.(інші мови) — Konstantinos Papanicolaou(інші мови) (нар. 1947)
- Parl. — Філіппо Парлаторе (1816—1877)
- Parry — Чарлз Крістофер Паррі (1823—1890)
- Pascher(інші мови) — Адольф Пащер(інші мови) (1881—1945)
- Paterson(інші мови) — Вільям Патерсон(інші мови) (англ. William Paterson) (1755—1810)
- Patrin(інші мови) — Eugène Louis Melchior Patrin (1742—1815)
- Paulsen — Уве Паульсен (1874—1947)
- Paunero(інші мови) — Elena Paunero Ruiz (1906-2009)
- Pav. — Хосе Антоніо Павон Хіменес (1754—1844)
- Pavol.(інші мови) — Angiolo Ferdinando Pavolini(інші мови) (fl. 1908)
- Pax — Фердинанд Албін Пакс (1858—1942)
- Paxton — Джозеф Пакстон (1803—1865)
- P.B.Adams(інші мови) — P. B. Adams(інші мови) (fl. 1978)
- P.Beauv. — Амбруаз Марі Франсуа Жозеф Палізо де Бовуа (1752—1820)
- P.Browne — Патрік Браун (1720—1790)
- Peattie(інші мови) — Donald C. Peattie (1898—1964)
- P.E.Berry(інші мови) — Пол Едвард Беррі(інші мови) (нар. 1952)
- Peck — Чарлз Гортон Пек (1833—1917)
- Pedersen(інші мови) — Troels Myndel Pedersen(інші мови) (1916—2000)
- Pedley — Леслі Педлі (1930-2018)
- Pellegr.(інші мови) — François Pellegrin(інші мови) (1881—1965)
- Pelser(інші мови) — Pieter B. Pelser (fl. 2005)
- Pennant — Томас Пеннант (1726—1798)
- Penn.(інші мови) — Leigh Humboldt Pennington(інші мови) (1877—1929)
- Pennell(інші мови) — Francis Whittier Pennell (1886—1952)
- Pépin(інші мови) — Pierre Denis Pépin(інші мови) (c. 1802—1876)
- Perkins — Джанет Рассел Перкінс(інші мови) (англ. Janet Russell Perkins) (1853—1933)
- Perleb(інші мови) — Karl Julius Perleb (1794—1845)
- Perr.(інші мови) — George Samuel Perrottet (1793—1870)
- Perrine(інші мови) — Henry Perrine (1797—1840)
- Pers. — Христіан Гендрік Персон (1761—1836)
- Petagna — Вінченцо Петанья (1734—1810)
- Peter(інші мови) — (Gustav) Albert Peter(інші мови) (1853—1937)
- Petr.(інші мови) — Франц Петрак(інші мови) (1886—1973)
- Petrie — Дональд Пітрі (1846—1925)
- Petz.(інші мови) — Carl Edward Adolph Petzold(інші мови) (1815—1891)
- Peyr.(інші мови) — Johann Joseph Peyritsch (1835—1889)
- Pfeff. — Вільгельм Пфеффер (1845—1920)
- Pfeiff.(інші мови) — Людвіг Георг Карл Пфайффер(інші мови) (1805—1877)
- P.Gaertn. — Готфрід Гертнер (1754—1825)
- P.H.Allen(інші мови) — Paul H. Allen (1911—1963)
- Phil.(інші мови) — Rodolfo Amando Philippi (1808—1904)
- Philcox(інші мови) — David Philcox(інші мови) (1926-2003)
- Phillippe(інші мови) — Loy R. Phillippe(інші мови) (fl. 1989)
- P.H.Raven(інші мови) — Peter Hamilton Raven (нар. 1936)
- Pichon(інші мови) — Marcel Pichon (1921—1954)
- Pickersgill — Барбара Пікерсгілл (нар. 1940)
- Pickett(інші мови) — Fermen Layton Pickett(інші мови) (1881—1940)
- Pic.Serm.(інші мови) — Rodolfo Emilio Giuseppe Pichi Sermolli (1912—2005)
- Pilg.(інші мови) — Robert Knud Friedrich Pilger (1876—1953)
- Piper — Чарлз Ванкувер Пайпер(інші мови) (англ. Charles Vancouver Piper) (1867—1926)
- Pirotta(інші мови) — Pietro Romualdo Pirotta (1853—1936)
- Pittier(інші мови) — Henri François Pittier (1857—1950)
- P.J.Bergius — Петер Йонас Бергіус (1730—1790)
- P.J.Müll.(інші мови) — Philipp Jakob Müller(інші мови) (1832—1889)
- P.Karst. — Петер Адольф Карстен (1834—1917)
- P.K.Endress(інші мови) — Peter Karl Endress(інші мови) (нар. 1942)
- P.K. Holmgren — Патрісія Керн Голмгрен (нар. 1940)
- P.Kumm. — Пауль Куммер (1834—1912)
- Planch. — Жюль Еміль Планшон (1823—1888)
- Plum. — Шарль Плюм'є (1646—1704)
- Pocock — Мері Агард Покок(інші мови) (англ. Mary Agard Pocock) (1886—1977)
- Podp.(інші мови) — Йозеф Подпера(інші мови) (1878—1954)
- Poederlé(інші мови) — Eugene Josef Charles Gilain Hubert d'Olmen Poederlé(інші мови) (1742—1813)
- Poepp. — Едуард Фрідріх Поппіг (1798—1868)
- Poggenb.(інші мови) — Justus Ferdinand Poggenburg (1840—1893)
- Pohl — Йоганн Баптист Емануель Поль (1782—1834)
- Poir. — Жан-Луї Марі Пуаре (1755—1834)
- Poit. — П'єр Антуан Пуато (1766—1854)
- Pojark. — Пояркова Антоніна Іванівна (1897—1980)
- Polatschek(інші мови) — Adolf Polatschek(інші мови) (1932-2015)
- Pollard(інші мови) — Charles Louis Pollard(інші мови) (1872—1945)
- Pollich(інші мови) — Johan Adam Pollich (1740—1780)
- Pollock — James Barklay Pollock (1863—1934)
- Popov — Попов Михайло Григорович (1893—1955)
- Porter — Томас Конрад Портер(інші мови) (англ. Thomas Conrad Porter) (1822—1901)
- Posp.(інші мови) — Едуард Поспішал(інші мови) (1838—1905)
- Post(інші мови) — George Edward Post (1838—1909)
- Prain — Девід Прейн (1857—1944)
- Prance — Ґілліан Пранс (нар. 1937)
- Prantl(інші мови) — Karl Anton Eugen Prantl (1849—1893)
- Pratt — Енн Пратт (1806—1893)
- Pringsh. — Натанаель Прінгсгайм (1823—1894)
- P.R.O.Bally(інші мови) — Peter René Oscar Bally(інші мови) (1895—1980)
- Profice(інші мови) — Sheila Regina Profice(інші мови) (нар. 1948)
- Prokh.(інші мови) — Проханов Ярослав Іванович(інші мови) (1902—1964)
- Prokudin — Прокудін Юрій Миколайович (1911—1992)
- Prosk.(інші мови) — Johannes Max Proskauer (1923—1970)
- P.Royen(інші мови) — Пітер ван Роєн(інші мови) (1923—2002)
- Pryer(інші мови) — Kathleen M. Pryer(інші мови) (fl. 1989)
- P.S.Ashton(інші мови) — Peter Shaw Ashton (нар. 1934)
- P.Selby(інші мови) — Prideaux John Selby (1788—1867)
- P.S.Green — Peter Shaw Green (нар. 1920)
- P.S.Wyse Jacks.(інші мови) — Peter Wyse Jackson
- P.Taylor — Пітер Тейлор (1926-2011)
- Purdom — Вільям Пердом (1880—1921)
- Purk. — Емануель Пуркинє (1832—1892)
- Pursh — Frederick Traugott Pursh (1774—1820)
- Putz.(інші мови) — Jules Putzeys(інші мови) (1809—1882)
- P.W.Ball(інші мови) — Петер Вільям Болл(інші мови) (нар. 1932)
- P.W.Lund Петер Вільгельм Лунд (1801—1880)
- Pynaert(інші мови) — Edouard-Christophe Pynaert (1835—1900)

## Q
- Quél. — Люсьєн Келе (1832—1899)
- Quisumb.(інші мови) — Eduardo Quisumbing y Argüelles(інші мови) (1895—1986)

## R
- Rach — Louis Theodor Rach (1821—1859)
- Radcl.-Sm. — Алан Редкліфф-Сміт (1938—2007)
- Raddi — Джузеппе Радді (1770—1829)
- Raderm. — Jacob Cornelis Matthieu Radermacher (1741—1783)
- Radford — Albert Ernest Radford (1918—2006)
- Radlk. — Ludwig Adolph Timotheus Radlkofer (1829—1927)
- R.A.Dyer — Роберт Аллен Даєр (1900—1987)
- Raeusch. — Ernst Adolf Raeuschel (fl. 1772—1797)
- Raf. — Константин Самюель Рафінеск (1783—1840)
- Rafn — Carl Gottlob Rafn (1769—1808)
- R.A.Howard — Richard Alden Howard (1917—2003)
- Raim. — Рудольф Рейманн (1863—1896)
- Ralfs — Джон Ральфс (1807—1890)
- Ramond — Louis Ramond de Carbonnières (1755—1827)
- Raoul — Етьєн Рауль (1815—1852)
- Rattan — Volney Rattan (1840—1915)
- Rauh — Вернер Раух (1913—2000)
- Raunk. — Крістен Раункер (1860—1938)
- Rauschert — Stephan Rauschert (1931—1986)
- Rauwolff — Leonhard Rauwolf (1535—1596)
- Raven — Джон Равен (1914—1980)
- Ravenna — П'єрфеліче Равенна (англ. Pierfelice Ravenna) (1938-2022)
- R.A.W.Herrm. — Rudolf Albert Wolfgang Herrmann (нар. 1885, дата смерті невідома)
- Ray — Джон Рей (1627—1705)
- Raymond — Louis-Florent-Marcel Raymond (1915—1972)
- Razaf. — A. Razafindratsira fl. (нар. 1987)
- R.Bernal — Родріго Берналь (нар. 1959)
- R.Br. — Роберт Браун (1773—1858)
- Rchb. — Людвіг Райхенбах (1793—1879)
- Rchb.f. — Генріх Густав Райхенбах (1824—1889)
- R.C.Jacks. — Реймонд Карл Джексон (1928-2008)
- R.C.Moran — Robbin C. Moran (fl. 1986)
- R.Dahlgren — Рольф Далгрен (1932—1987)
- R.Dodge — Raynal Dodge (1844—1918)
- R.E.Brooks(інші мови) — Ralph Edward Brooks(інші мови) (нар. 1950)
- Redouté — П'єр-Жозеф Редуте (1759—1840)
- Rech. — Karl Rechinger (1867—1952)
- Rech.f. — Karl Heinz Rechinger (1906—1998)
- R.E.Fr. — Роберт Еліас Фрис (1876—1966)
- Regel — Едуард Август фон Регель (1815—1892)
- Rehder — Альфред Редер (1863—1949)
- Reichard — Johann Jacob Reichard (1743—1782)
- Reinw. — Caspar Georg Carl Reinwardt (1773—1854)
- Reissek — Зигфрід Райссек (1819—1871)
- Rendle — Альфред Бартон Рендл (1865—1938)
- Req. — Esprit Requien (1788—1851)
- Resv.-Holms. — Ганна Ресволл-Голмсен (1873—1943)
- Resvoll — Текля Ресволл (1871—1948)
- Retz. — Андерс Яхан Ретціус (1742—1821)
- Reut. — Жорж Франсуа Ройтер (1805—1872)
- Reveal — J.L. Reveal (1941-2015)
- Reynolds — Гілберт Вестакотт Рейнольдс (1895—1962)
- Rhode — Йоганн Готтліб Роде (1762—1827)
- Rich. — Луї Клод Рішар (1754—1821)
- Richardson — Джон Річардсон (1787—1865)
- Richens — Richard Hook Richens (1919—1984)
- Ricken — Адальберт Ріккен (1851—1921)
- Riddell — Джон Леонард Ріддель (1807—1865)
- Ridl. — Генрі Ніколас Рідлі (1855—1956)
- Ridsdale — Колін Ернест Рідсдейл (1944-2017)
- Riocreux — Альфред Ріокре (1820—1912)
- Rivière — Marie Auguste Rivière (1821—1877)
- Rizzini — Карлдос Толедо Ріцціні (нар. 1921)
- R.J.Bayer — Randall James Bayer (нар. 1955)
- R.Keller — Роберт Келлер (1854—1939)
- R.K.Godfrey — Роберт Кеннет Годфрі (1911—2000)
- R.Knuth — Reinhard Gustav Paul Knuth (1874—1957)
- R.M.Harper — Roland McMillan Harper (1878—1966)
- R.M.King — Роберт Меррілл Кінг (1930-2007)
- R.Morales — Ramón Morales Valverde (нар. 1950)
- R.M.Patrick — Рут Патрік (1907–2013)
- R.M.Schust. — Rudolf M. Schuster (1921-2012)
- Robbr. — Елмар Роббрехт (нар. 1946)
- Robyns — Frans Hubert Edouard Arthur Walter Robyns (1901—1986)
- Rock — Джозеф Рок (1884—1962)
- Rockley — Алісія Амгерст (1865—1941)
- Rodr. — José Demetrio Rodrígues (1780—1846)
- Roem. — Йоганн Якоб Рьомер (1763—1819)
- Rogow. — Рогович Панас Семенович (1812—1878)
- Röhl. — Johann Christoph Röhling (1757—1813)
- Rohr — Julius von Röhr (1737—1793)
- Rohrb. — Paul Rohrbach (1846—1871)
- Rol. — Даніель Роландер (1725—1793)
- Rollins — Reed C. Rollins (1911—1998)
- Romagn. — Henri Romagnesi (1912—1999)
- Romans — Бернард Романс (приблизно 1720—1784)
- Rose — Джозеф Нельсон Роуз (1862—1928)
- Ross-Craig — Стелла Росс-Крейг (1906—2006)
- Rostk.(інші мови) — Friedrich Wilhelm Gottlieb Theophil Rostkovius(інші мови) (1770—1848)
- Rota — Лоренцо Рота (італ. Lorenzo Rota (botanico)) (1819—1855)
- Roth — Альбрехт Вільгельм Рот (1757—1834)
- Rothm. — Вернер Ротмалер (1908—1962)
- Rottb. — Christen Friis Rottbøll (1727—1797)
- Roupell — Арабелла Елізабет Рупелл (1817—1914)
- Roxb. — Вільям Роксбер (1751—1815)
- Roy L.Taylor — Roy L. Taylor (fl. 1965)
- Royen — Адріан ван Роєн (1704—1779)
- Royle — Джон Форбс Ройл (1798—1858)
- R.R.Haynes — Роберт Ральф Гайнес (нар. 1945)
- R.R.Scott(інші мови) — Роберт Робінсон Скотт(інші мови) (1827—1877)
- R.S.Cowan — Richard Sumner Cowan (1921—1997)
- R.T.Baker — Річард Томас Бейкер (1854—1941)
- R.T.Clausen(інші мови) — Роберт Теодор Клаусен(інші мови) (1911—1981)
- Rudall — Paula J. Rudall (нар. 1954)
- Ruiz — Іполіто Руїс Лопес (1754—1815)
- Rumph. — Georg Eberhard Rumphius (1628—1702)
- Rümpler — Karl Theodor Rümpler (1817—1891)
- Runemark — Ганс Рунемарк (1927—2014)
- Rupr. — Франц Йозеф Рупрехт (1814—1870)
- Rusby — Henry Hurd Rusby (1855—1940)
- Rydb. — Пер Аксель Рідберґ (1860—1931)
- Rzed. — Єжи Жедовський (1926—2023)

## S
- Sabine — Джозеф Себін (1770—1837)
- Sacc. — П'єр Андреа Саккардо (1845—1920)
- Sachs — Юліус фон Сакс (1832—1897)
- Saff. — Вільям Едвін Саффорд (1859—1926)
- Salisb. — Річард Солсбері (1761—1829)
- Sandwith — Noel Yvri Sandwith (1901—1965)
- Sanio — Карл Густав Саніо (1832—1891)
- Santin — Dionete Aparecida Santin (fl. 1991)
- Sarg. — Чарльз Спрег Сарджент (1841—1927)
- Sart. — Giovanni Battista Sartorelli (1780—1853)
- Sartwell — Генрі Паркер Сартвелл (1792—1867)
- Sauss. — Орас Бенедикт де Соссюр (1740—1799)
- Sav. — Пол Саватьє (1830—1891)
- Savi — Гаетано Саві (1769—1844)
- Savigny — Марі Жюль Сезар Савіньї (англ. Marie Jules César Lélorgne de Savigny) (1777—1851)
- S.Carter — Сьюзен Картер Голмс (нар. 1933)
- Scharf — Uwe Scharf (нар. 1965)
- Schauer — Johannes Conrad Schauer (1813—1848)
- Sch.Bip. — Карл Генріх Шульц (1805—1867)
- Scheele — George Heinrich Adolf Scheele (1808—1864)
- Schelle — Ernst Schelle (1864—1945)
- Schenk — Джозеф Август Шенк (1815—1891)
- Scherb. — Йоганнес Шербіус (1769—1813)
- Schiede — Christian Julius Wilhelm Schiede (1798—1836)
- Schindl. — Антон Карл Шиндлер (1879—1964)
- Schinz — Ганс Шінц (1858—1941)
- Schleid. — Маттіас Шлейден (1804—1881)
- Schltdl. — Дідеріх Франц Леонхард фон Шлехтендаль (1794—1866)
- Schltr. — Фрідріх Ріхард Рудольф Шлехтер (1872—1925)
- Schmalh. — Іван Федорович Шмальгаузен (англ. Johannes Theodor Schmalhausen) (1849—1894)
- Schnizl. — Adalbert Carl Friedrich Hellwig Conrad Schnizlein (1814—1868)
- Schöpf — Johann David Schoepf (1752—1800)
- Schönl. — Йоганн Лукас Шенлейн (1793—1864)
- Schott — Генріх Вільгельм Шотт (1794—1865)
- Schottky — Ernst Max Schottky (1888—1915)
- Schousb. — Peder Kofod Anker Schousboe (1766—1832)
- Schrad. — Генріх Шрадер (1767—1836)
- Schrank — Франц фон Паула Шранк (1747—1810)
- Schreb. — Йоган Хрістіан Даніель фон Шребер (1739—1810)
- Schub. — Gotthilf Heinrich von Schubert (1780—1860)
- Schübl. — Gustav Schübler (1787—1834)
- Schult. — Йозеф Август Шультес (1773—1831)
- Schult.f. — Юліус Герман Шультес (1804—1840)
- Schumach. — Heinrich Christian Friedrich Schumacher (1757—1830)
- Schur — Фердинанд Шур (1799—1878)
- Schwartz — Ernest Justus Schwartz (1869—1939)
- Schweick. — Герольд Георг Вільгельм Йоганнес Швайккердт (1903—1977)
- Schwein. — Lewis David von Schweinitz (1780—1834)
- Schweinf. — Georg August Schweinfurth (1836—1925)
- Schwer. — Fritz Kurt Alexander von Schwerin (1847—1925)
- Scop. — Джованні Антоніо Скополі (1723—1788)
- Scribn. — Frank Lamson-Scribner (1851—1938)
- S.D.Jones — Stanley D. Jones (fl. 1992)
- Sealy — Джозеф Роберт Сілі (1907—2000)
- Secr. — Louis Secretan (1758—1839)
- Seem. — Berthold Carl Seemann (1825—1871)
- Seigler — David Stanley Seigler (нар. 1940)
- Selander — Стен Селандер (1891—1957)
- Semple — John Cameron Semple (нар. 1947)
- Sendtn. — Otto Sendtner (1813—1859)
- Seneb. — Jean Senebier (1742—1809)
- Ser. — Ніколя Шарль Серенж (1776—1858)
- Sessé — Мартін Сессе і Лакаста (1751—1808)
- Setch. — Вільям Альберт Сетчелл (1864—1943)
- Seub. — Moritz August Seubert (1818—1878)
- Seward — Альберт Сьюорд (англ. Albert Seward) (1863—1941)
- S.F.Blake — Sidney Fay Blake (1892—1959)
- S.G.Gmel. — Самуїл Готліб Гмелін (c. 1744—1774)
- Shafer — John Adolph Shafer (1863—1918)
- Sharsm. — Carl Sharsmith (1903—1994)
- Shaver — Jesse Milton Shaver (1888—1961)
- Shear — Корнеліус Лотт Шир (1865—1956)
- Shinners — Lloyd Herbert Shinners (1918—1971)
- Shipunov — Шипунов Олексій Борисович  (нар. 1965)
- Shiras. — Yasuyoshi Shirasawa (1868—1947)
- Short — Чарльз Вілкінс Шорт (1794—1863)
- Shuttlew. — Robert James Shuttleworth (1810—1874)
- Sibth. — Джон Сібторп (1758—1796)
- Sieber — Franz Sieber (1789—1844)
- Siebold — Філіпп Франц фон Зібольд (1796—1866)
- Sim — Томас Робертсон Сім (1856—1938)
- Simon-Louis — Leon L. Simon-Louis (1834—1913)
- Sims — Джон Сімс (1749—1831)
- Singer — Рольф Зінгер (1906—1994)
- Skeels — Homer Collar Skeels (1873—1934)
- S.Knapp — Сандра Кнапп (нар. 1956)
- Skottsb. — Карл Скоттсберг (18680—1963)
- Slavin — Berhard Henry Slavin (1873-1960)
- Sleumer — Hermann Otto Sleumer (1906—1993)
- Sm. — Джеймс Едвард Сміт (1759—1828)
- Small — Джон Кункель Смолл (1869—1938)
- S.M.Baker — Сара Марта Бейкер (1887—1917)
- S.Moore — Spencer Le Marchant Moore (1850—1931)
- Smyth — Bernard Bryan Smyth (1843—1913)
- Snelling — Ліліан Снеллінг (1868—1929)
- Sobol. — Соболевський Григорій Федорович (1741—1807)
- Soderstr. — Thomas Robert Soderstrom (1936—1987)
- Soegeng — Wertit Soegeng-Reksodihardjo (нар. 1935)
- Soják — Їржі Сояк (Jirí Soják) (нар. 1936)
- Sol. — Даніель Карлсон Соландер (1733—1782)
- Sole — William Sole (1741—1802)
- Soler. — Hans Solereder (1860—1920)
- Sond. — Otto Wilhelm Sonder (1812—1881)
- Sonn. — Pierre Sonnerat (1748—1814)
- Soó — Реже Шоо (1903—1980)
- Southw. — Еффі Альміра Сауворт (1860—1947)
- Sowerby — Джеймс Совербі (1757—1822)
- Sparrm. — Андерс Спарман (1748—1820)
- Spach — Едуар Шпах (1801—1879)
- Späth — Franz Ludwig Späth (1839—1913)
- Spellenb. — Річард Спелленберг (нар. 1940)
- S.Pierce — Сімон Пірс (нар. 1974)
- Sprague — Томас Арчибальд Спрег (1877—1958)
- Spreng. — Курт Шпренгель (1766—1833)
- Spring — Антон Фрідріг Шпрінг (1814—1872)
- Spruce — Річард Спрюс (1817—1893)
- S.S.Chang — Siu Shih Chang (нар. 1918)
- S.S.Renner — Сюзанна Реннер (нар.1954)
- Stace — Клайв Ентоні Стейс (нар. 1938)
- Stackh. — Джон Стекхауз (1742—1819)
- Stafleu — Франс Штафлє (1921—1997)
- Standl. — Пол Карпентер Стендлі (1884—1963)
- Stapf — Отто Штапф (1857—1933)
- Staudt — Günther Staudt (1926-2008)
- S.T.Blake — Stanley Thatcher Blake (1910—1973)
- Stearn — William Thomas Stearn (1911—2001)
- Stebbins — Роберт Стеббінс (1906—2000)
- Steenis — Cornelis Gijsbert Gerrit Jan van Steenis (1901—1986)
- Stein — Berthold Stein (1847—1926)
- Steller — Георг Вільгельм Стеллер (1709—1746)
- Steph. — Франц Стефані (1842—1927)
- Sternb. — Каспар Марія фон Штернберг (1761—1838)
- Sterns — Emerson Ellick Sterns (1846—1926)
- Steud. — Ернст Готліб фон Штойдель (1783—1856)
- Steward — Albert Newton Steward (1897—1959)
- Steyerm. — Julian Alfred Steyermark (1909—1988)
- Stiles — Чарльз Ворделл Стайлз (1867—1941)
- Stocks — John Ellerton Stocks (1822—1854)
- Stokes — Jonathan S. Stokes (1755—1831)
- Strasb. — Едуард Страсбургер (1844—1912)
- Strid — Арне Стрід (нар.1943)
- Stritch — L.R.Stritch (fl. 1982)
- Stuchlík(інші мови) — Ярослав Стучлік(інші мови) (1890—1967)
- Stuntz — Stephen Conrad Stuntz (1875—1918)
- Sturm — Якоб Штурм (1771—1848)
- Sudw. — George Bishop Sudworth (1864—1927)
- Suess. — Karl Suessenguth (1893—1955)
- Sukaczev — Сукачов Володимир Миколайович (1880—1967)
- Sukopp — Герберт Сукопп (нар. 1930)
- Suksd. — Wilhelm Nikolaus Suksdorf (1850—1932)
- Sull. — Вільям Старлінг Саллівант (1803—1873)
- Suter — Йоганн Рудольф Сутер (англ. Johann Rudolf Suter) (1766—1827)
- Svenson — Генрі Кнут Свенсон (1897—1986)
- Svent. — Ерік Рагнор Свентеніус (1910—1973)
- Sw. — Петер Улоф Сварц (1760—1818)
- Swainson — Вільям Джон Свенсон (1789—1855)
- S.W.Arnell — Сігфрід Вільгельм Арнелл (1895—1970)
- S.Watson — Серено Вотсон (1812—1883)
- Sweet — Роберт Світ (1783—1835)
- Swezey — Goodwin Deloss Swezey (1851—1934)
- Swingle — Walter Tennyson Swingle (1871—1952)
- Syme — John Thomas Irvine Boswell Syme (1822—1888)
- Symons — Jelinger Symons (1778—1851)
- S.Y.Kondr. — Кондратюк Сергій Якович (нар. 1959)
- S.Y.Wang — Sui-Yi Wang (нар. 1934)
- Szlach.(інші мови) — Dariusz Lucjan Szlachetko(інші мови) (нар. 1961)
- Szyszył. — Ігнацій Шишилович (1857—1910)

## T
- T.A.Chr.(інші мови) — Tyge Ahrengot Christensen (1918—1996)
- Täckh. — Віві Лоран-Текхолм (1898—1978)
- Takht. — Армен Тахтаджян (1910-2009)
- Taliev — Талієв Валерій Іванович (1872—1932)
- T.Anderson(інші мови) — Thomas Anderson (1832—1870)
- Tansley — Артур Тенслі (1871—1955)
- Tärnström — Кристофер Тернстрем (1711—1746)
- Tat.(інші мови) — Татаринов Олександр Олексійович (1817—1886)
- Taton(інші мови) — Auguste Taton (1914—1989)
- Taub.(інші мови) — Paul Hermann Wilhelm Taubert (1862—1897)
- Tausch(інші мови) — Ignaz Friedrich Tausch (1793—1848)
- T.Baskerv.(інші мови) — Thomas Baskerville (1812—1840)
- T.Bastard(інші мови) — Thomas Bastard(інші мови) (пом. 1815)
- T.C.E.Fr. — Торе Хрістіан Еліас Фрис (1886—1930)
- T.Durand(інші мови) — Théophile Alexis Durand (1855—1912)
- Teijsm. — Йоганнес Еліас Тейсманн (1808—1882)
- Temminck — Конрад Якоб Темінк (1778—1858)
- Ten. — Мікеле Теноре (1780—1861)
- T.E.Raven(інші мови) — Tamra Engelhorn Raven(інші мови) (нар. 1945)
- T.F.Forst.(інші мови) — Thomas Furley Forster (1761—1825)
- Thell. — Альберт Теллунг (1881—1928)
- Thieret(інші мови) — John William Thieret(інші мови) (нар. 1926)
- Thomson — Томас Томсон (1817—1878)
- Theophr. — Теофраст (371—287 до н. е.)
- Th.Fr. — Теодор Магнус Фрис (1832—1913)
- Thonn.(інші мови) — Peter Thonning (1775—1848)
- Thorne(інші мови) — Robert Folger Thorne (1920-2015)
- Thouars — Луї-Марі Обер дю Петі-Туар(інші мови) (фр. Louis-Marie Aubert du Petit-Thouars) (1758—1831)
- Thuill.(інші мови) — Jean Louis Thuillier (1757—1822)
- Thulin — Матс Тулін(інші мови) (англ. Mats Thulin) (нар. 1948)
- Thunb. — Карл Петер Тунберг (1743—1828)
- Thur. — Гюстав Тюре (1817—1875)
- Thwaites(інші мови) — George Henry Kendrik Thwaites (1811—1882)
- Tidestr.(інші мови) — Ivar Frederick Tidestrøm (1864—1956)
- Tiegh. — Філіп Едуард Леон ван Тігем (1839—1914)
- Tiling(інші мови) — Heinrich Sylvester Theodor Tiling (1864—1956)
- Tineo — Вінченцо Тінео(інші мови) (італ. Vincenzo Tineo) (1791—1856)
- T.Lestib.(інші мови) — Thémistocle Gaspard Lestiboudois(інші мови) (1797—1876)
- T.Moore(інші мови) — Thomas Moore (1821—1887)
- T.Nees — Теодор Фрідріх Людвіг Ніс фон Ізенбек (1787—1837)
- T.N.McCoy(інші мови) — Thomas Nevil McCoy(інші мови) (нар. 1905)
- Tod.(інші мови) — Agostino Todaro (1818—1892)
- Todzia — Carol Ann Todzia(інші мови) (fl. 1986)
- Tolm.(інші мови) — Alexandr Innokentevich Tolmatchew (1903—1979)
- Topachevs'kyj — Топачевський Олександр Вікторович (1897—1975)
- Torén — Улоф Торен (1718—1753)
- Torr. — Джон Торрей (1796—1873)
- Torell — Отто Мартін Торелл (1828—1900)
- Tourn. — Жозеф Піттон де Турнефор (1656—1708)
- T.Q.Nguyen(інші мови) — То Куєн Нгуєн(інші мови) (fl. 1965)
- Trad. — Джон Традескант (молодший) (1608—1662)
- Tratt.(інші мови) — Леопольд Траттіннік (1764—1889)
- Trautv. — Траутфеттер Рудольф (1809—1889)
- Trel. — Треліс Вільям (1857—1945)
- Triana(інші мови) — José Jerónimo Triana (1834—1890)
- Trimen(інші мови) — Генрі Трімен (1843—1896)
- Trin.(інші мови) — Карл Бернард фон Трініус (1778—1844)
- Trotter(інші мови) — Алессандро Троттер (1874—1967)
- Tswett — Цвєт Михайло Семенович (1872—1919)
- Tuck. — Едвард Такерман (1817—1886)
- Tullb. — Свен Аксель Туллберг (1852—1886)
- Turcz. — Турчанинов Микола Степанович (1796—1863)
- Turesson — Йоте Вільгельм Турессон (1892—1970)
- Turner — Довсон Тернер (1775—1858)
- Turpin — П'єр Жан Франсуа Тюрпен (1775—1840)
- Twining — Елізабет Твайнінг (1805—1889)
- T.Wulff — Турільд Вулфф (1877—1917)
- Tzvelev — Цвельов Микола Миколайович (1925-2015)

## U
- Ucria — Бернардіно да Укрія(інші мови) (Bernardino da Ucria, 1739—1796)
- Ueki(інші мови) — Robert Ueki(інші мови) (fl. 1973)
- Ulbr.(інші мови) — Oskar Eberhard Ulbrich (1879—1952)
- Ule(інші мови) — Ernst Heinrich Georg Ule (1854—1915)
- Ulmer(інші мови) — Torsten Ulmer(інші мови) (нар. 1970)
- Underw.(інші мови) — Lucien Marcus Underwood (1853—1907)
- Urb. — Ігнац Урбан (1848—1931)
- Ursch(інші мови) — Eugène Ursch(інші мови) (1882—1962)

## V
- Vachell — Елеонор Вачелл (1879—1948)
- Vahl — Мартін Валь (1749—1804)
- Vail — Анна Мюррей Вейл (1863—1955)
- Vaill.(інші мови) — Sébastien Vaillant (1669—1722)
- Valeton(інші мови) — Theodoric Valeton(інші мови) (1855—1929)
- Vand. — Доменіко Ванделлі (1735—1816)
- Van Houtte(інші мови) — Louis Benoit Van Houtte(інші мови) (1810—1876)
- van Jaarsv.(інші мови) — Ernst van Jaarsveld(інші мови) (нар. 1953)
- Vaniot(інші мови) — Eugene Vaniot(інші мови) (пом. 1913)
- Vasey(інші мови) — George Vasey (1822—1893)
- Vassilcz. — Васильченко Іван Тихонович (1903—1995)
- Vavilov — Вавилов Микола Іванович (1887—1943)
- V.Cordus — Валеріус Кордус (1515—1544)
- Veitch(інші мови) — John Gould Veitch (1839—1870)
- Vell.(інші мови) — José Mariano da Conceição Vellozo (1742—1811)
- Velloso(інші мови) — Joaquim Velloso de Miranda(інші мови) (1733—1815)
- Vent. — Етьєн Вентена (1757—1808)
- Verdc.(інші мови) — Bernard Verdcourt (1925-2011)
- V.Gibbs(інші мови) — Vicary Gibbs(інші мови) (1853—1932)
- Vickery(інші мови) — Joyce Winifred Vickery (1908—1979)
- Vict.(інші мови) — Marie-Victorin (1885—1944)
- Vierh.(інші мови) — Friedrich Vierhapper
- Vignolo — Фердінандо Віньоло-Лутаті(інші мови) (італ. Ferdinando Vignolo-Lutati) (1878—1965)
- Vill. — Домінік Віллар (1745—1814)
- Vilm.(інші мови) — Pierre Louis François Lévêque de Vilmorin (1816—1860)
- Vitman(інші мови) — Fulgenzio Vitman (1728—1806)
- Vittad. — Карло Віттадіні (1800—1865)
- Viv.(інші мови) — Domenico Viviani (1772—1840)
- V.M.Bates(інші мови) — Vernon M. Bates(інші мови) (fl. 1984)
- Vogel(інші мови) — Julius Rudolph Theodor Vogel (1812—1841)
- Volkart(інші мови) — Albert Volkart(інші мови) (1873—1951)
- Vural(інші мови) — Mecit Vural(інші мови) (fl. 1983)

## W
- Wahlenb. — Йоран Валенберг (1780—1851)
- Waisb. — Антон Вайсбекер (1835—1916)
- Waldst. — Франц Вальдштейн (1759-1823)
- Wall. — Натаніел Валліх (1786—1854)
- Wallr. — Карл Фрідріх Вільгельм Валльрот (1792—1857)
- Walp. — Вільгельм Ґергард Вальперс (1816—1853)
- Walter — Томас Вальтер (ботанік)(інші мови) (англ. Thomas Walter (botanist)) (1740—1789)
- Wangenh. — Фрідріх Адам Юліус фон Ванґенгайм (1749—1800)
- Warb. — Отто Варбург (1859—1938)
- Ward — Лестер Френк Ворд (1841—1913)
- Warder(інші мови) — John Aston Warder (1812—1883)
- Warm. — Еугеніус Вармінг (1841—1924)
- Warsz. — Юзеф Варшевич (1812—1866)
- Watson — Вільям Вотсон (науковець)(інші мови) (англ. William Watson (scientist)) (1715—1787)
- Watt(інші мови) — Девід Аллан По Ватт (1830—1917)
- Wawra(інші мови) — Heinrich Wawra von Fernsee (1831—1887)
- W.Bartram(інші мови) — William Bartram (1739—1823)
- W.C.Cheng(інші мови) — Wan Chun Cheng (1904—1983)
- Weath.(інші мови) — Charles Alfred Weatherby (1875—1949)
- Webb — Філіп Баркер Вебб (1793—1854)
- Weber(інші мови) — George Heinrich Weber (1752—1828)
- Wedd.(інші мови) — Hugh Algernon Weddell (1819—1877)
- Wedem.(інші мови) — Wedemeyer (fl. до 1803)
- Wege(інші мови) — Juliet Wege (нар. 1971)
- Weigel — Христіан Еренфрід фон Вайгель (1748—1831)
- Weihe(інші мови) — Карл Ернст Август Ває (1779—1834)
- Weinm.(інші мови) — Johann Anton Weinmann (1782—1858)
- Wells — Бертрам Віттієр Веллс(інші мови) (англ. Bertram Whittier Wells) (1884—1978)
- Welw. — Фрідріх Вельвич (1806—1872)
- Wender.(інші мови) — Georg Wilhelm Franz Wenderoth (1774—1861)
- Werderm.(інші мови) — Erich Werdermann (1892—1959)
- Wesm.(інші мови) — Alfred Wesmael (1832—1905)
- Wess.Boer(інші мови) — Jan Gerard Wessels Boer (1936-2019)
- Wester — Пітер Янсен Вестер (1877—1931)
- Weston — Річард Вестон (ботанік)(інші мови) (англ. Richard Weston (botanist)) (приблизно 1733—1806)
- Wettst. — Ріхард Веттштайн (1863—1931)
- W.Fitzg. — Вільям Вінсент Фіцджеральд (1867—1929)
- W.H.Brewer(інші мови) — William Henry Brewer (1828—1910)
- Wherry(інші мови) — Edgar Theodore Wherry (1885—1982)
- W.Hook.(інші мови) — William Hooker (1779—1832)
- W.H.Wagner — Воррен Г. Ваґнер (1920—2000)
- Wibel(інші мови) — August Wilhelm Eberhard Christoph Wibel (1775—1814)
- Widder(інші мови) — Felix Joseph Widder (1892—1974)
- Wiegand — Карл Маккей Віґанд (1873—1942)
- Wiersema(інші мови) — John H. Wiersema (нар. 1950)
- Wierzb.(інші мови) — Piotr Pawlus Wierzbicki (1794—1847)
- Wight(інші мови) — Robert Wight (1796—1872)
- Wikstr. — Юган Емануель Вікстрем (1789—1856)
- Willd. — Карл Людвиг фон Вільденов (1765—1812)
- Wille — Johan Nordal Fischer Wille (1858—1924)
- Willk. — Генріх Моріц Вільком (1821—1895)
- Windham — Майкл Д. Віндем (англ. Michael D. Windham) (нар. 1954)
- Wipff(інші мови) — J.K.Wipff(інші мови) (нар. 1962)
- Wissjul. — Вісюліна Олена Дмитрівна (1898—1972)
- With. — Вільям Візерінг (1741—1799)
- Wittr. — Вейт Брехер Віттрок (1839—1914)
- W.L.Culb. — Вільям Луїс Калберсон (1929—2003)
- W.L.E.Schmidt(інші мови) — Wilhelm Ludwig Ewald Schmidt (1804—1843)
- W.Mast.(інші мови) — William Masters (1796—1874)
- W.M.Curtis — Вініфред Кертіс (1905—2005)
- Wolley-Dod(інші мови) — Anthony Hurt Wolley-Dod (1861—1948)
- Wood(інші мови) — William Wood (1745—1808)
- Woodson — Роберт Еверард Вудсон(інші мови) (англ. Robert Everard Woodson) (1904—1963)
- Woodv.(інші мови) — William Woodville (1752—1805)
- Woolls — Вільям Вуллз (1814—1893)
- Woolward — Флоренс Вулворд (1854—1936)
- Wooton — Елмер Оттіс Вутон (1865—1945)
- Woronow — Воронов Юрій Миколайович (1874—1931)
- Woyn.(інші мови) — Heinrich Karl Woynar (1865—1917)
- W.Palmer(інші мови) — Вільям Палмер(інші мови) (1856—1921)
- W.P.C.Barton(інші мови) — William Paul Crillon Barton (1786—1856)
- W.Petz.(інші мови) — Karl Wilhelm Petzold(інші мови) (1848—1897)
- W.R.Buck(інші мови) — William Russell Buck(інші мови) (нар. 1950)
- W.Rich(інші мови) — William Rich (1800—1864)
- W.Saunders(інші мови) — William Saunders (1822—1900)
- W.Stone(інші мови) — Witmer Stone (1866—1939)
- W.T.Aiton — Вільям Таунсенд Айтон (1766—1849)
- Wullschl.(інші мови) — Heinrich Wullschlägel (1805—1864)
- W.Watson(інші мови) — Вільям Вотсон (1858—1925)
- W.Wight(інші мови) — Вільям Франклін Вайт (1874—1954)
- W.Wolf(інші мови) — Вольфганг Вольф(інші мови) (1875—1950)
- W.W.Sm.(інші мови) — William Wright Smith (1875—1956)
- Wydler(інші мови) — Heinrich Wydler (1800—1883)
- W.Zimm. — Вальтер Ціммерман (1892—1980)

## Y
- Yakovlev — Яковлєв Геннадій Павлович (1934-2024)
- Yunck.(інші мови) — Truman George Yuncker (1891—1964)

## Z
- Zabel — Герман Цабель (1832—1912)
- Zahlbr. — Александр Цальбрукнер (1860—1938)
- Zanted.(інші мови) — Giovanni Zantedeschi (1773—1846)
- Zapał. — Гуго Запалович (1852—1917)
- Zaw. — Олександр Завадський (1798—1868)
- Zerov — Дмитро Костянтинович Зеров (1895—1971)
- Zeyh.(інші мови) — Karl Ludwig Philipp Zeyher (1799—1858)
- Ziel.(інші мови) — Jerzy Zielinski (нар. 1943)
- Zinn — Йоганн Готтфрід Цинн  (1727—1759)
- Ziz(інші мови) — Johann Baptist Ziz (1779—1829)
- Zizka(інші мови) — Georg Zizka(інші мови) (fl. 1987)
- Zohary — Міхаель Зогарі (1898—1983)
- Zoll. — Генріх Цоллінгер (1818—1859)
- Zucc. — Йозеф Герхард Цуккаріні (1790—1848)